# I liga argentyńska w piłce nożnej (1982)
W sezonie 1982 rozegrano dwa turnieje mistrzowskie – ogólnokrajowy Campeonato Nacional i stołeczny Campeonato Metropolitano.
Mistrzem Argentyny Nacional w sezonie 1982 został klub Ferro Carril Oeste, natomiast wicemistrzem Argentyny Nacional – CA Argentino de Quilmes.
Mistrzem Argentyny Metropolitano w sezonie 1982 został Estudiantes La Plata, a wicemistrzem Argentyny Metropolitano został klub Independiente.
Do Copa Libertadores 1983 zakwalifikowały się dwa kluby:
- Ferro Carril Oeste (mistrz Campeonato Nacional)
- Estudiantes La Plata (mistrz Campeonato Metropolitano)

Do roku 1981 w pierwszej połowie roku rozgrywano mistrzostwa Metropolitano, a w drugiej połowie – mistrzostwa Nacional. W tym roku zmieniono kolejność i najpierw rozegrano mistrzostwa Argentyny Nacional, a po nich mistrzostwa Metropolitano.

## Campeonato Nacional 1982
W Campeonato Nacional wzięły udział 32 kluby – 19 klubów biorących udział w mistrzostwach Metropolitano oraz 13 klubów z prowincji. Prowincjonalna trzynastka została wyłoniona podczas rozgrywek klasyfikacyjnych klubów które wygrały swoje ligi prowincjonalne w roku 1981. W sezonie 1982 w mistrzostwach Nacional wzięły udział następujące kluby z regionu stołecznego (Metropolitano): Argentinos Juniors, Boca Juniors, Estudiantes La Plata, Ferro Carril Oeste, CA Huracán, Independiente, Instituto Córdoba, Newell’s Old Boys, Nueva Chicago Buenos Aires, CA Platense, Racing Club de Avellaneda, Racing Córdoba, River Plate, Rosario Central, CA Argentino de Quilmes, Sarmiento Junín, Talleres Córdoba, Unión Santa Fe, CA Vélez Sarsfield
Do pierwszej ligi mistrzostw Nacional w sezonie 1982 zakwalifikowały się następujące kluby z prowincji: Atlético Concepción Banda del Río Salí, Central Norte Salta, Deportivo Roca General Roca, Estudiantes Santiago del Estero, Gimnasia y Esgrima Jujuy, Gimnasia y Esgrima Mendoza, Guaraní Antonio Franco Posadas, Independiente Rivadavia Mendoza, Mariano Moreno Junín, Renato Cesarini Rosario, San Lorenzo Mar del Plata, San Martín Tucumán, Unión San Vicente Córdoba

### Kolejka 1
Grupa A
| Data           | Mecz |
| -------------- | --- |
| 12 lutego 1982 | Independiente Rivadavia Mendoza – Newell’s Old Boys 0:0 mecz rozegrany został na stadionie Estadio Malvinas Argentinas                                               |
| 12 lutego 1982 | Instituto Córdoba – CA Argentino de Quilmes 1:1 Rubén Miño - Daniel Acevedo mecz rozegrany został na stadionie Estadio Córdoba                                       |
| 14 lutego 1982 | Gimnasia y Esgrima Jujuy – Sarmiento Junín 0:0 |
| 14 lutego 1982 | Nueva Chicago Buenos Aires – River Plate 2:3 Luis Armani, Claudio Larramendi - Jorge A. Tévez, Pedro E. Vega (2) mecz rozegrany został na stadionie klubu CA Huracán |

Grupa B
| Data           | Mecz |
| -------------- | --- |
| 13 lutego 1982 | Unión San Vicente Córdoba – San Lorenzo Mar del Plata 2:2 Roberto Corró (2) - Horacio Stele, Néstor Di Luca mecz rozegrany został na stadionie Estadio Córdoba                                          |
| 14 lutego 1982 | Ferro Carril Oeste – Unión Santa Fe 1:0 Miguel A. Juárez |
| 14 lutego 1982 | Argentinos Juniors – Atlético Concepción Banda del Río Salí 1:1 Carlos A. Carrizo - Juan C. Leguizamón                                                                                                  |
| 14 lutego 1982 | Estudiantes Santiago del Estero – Independiente 1:4 Luis Pajón - José A. Castro, Ricardo Giusti, Carlos H. Salinas, Alberto Brailovsky mecz rozegrany został na stadionie klubu Central Córdoba Rosario |

Grupa C
| Data           | Mecz |
| -------------- | --- |
| 12 lutego 1982 | Rosario Central – Gimnasia y Esgrima Mendoza 3:0 Víctor Marchetti, Héctor A. Chazarreta, Eduardo E. Delgado                                 |
| 14 lutego 1982 | Mariano Moreno Junín – Central Norte Salta 0:3 Juan C. Castillo (2), Jorge Hairala mecz rozegrany został na stadionie klubu Sarmiento Junín |
| 14 lutego 1982 | Boca Juniors – CA Huracán 4:2 Sergio Sánchez, Ricardo Gareca, Marcelo Trobbiani (2) - Jorge J. Gutiérrez, Claudio García                    |
| 14 lutego 1982 | Estudiantes La Plata – Talleres Córdoba 0:0                                                                                                 |

Grupa D
| Data           | Mecz |
| -------------- | --- |
| 14 lutego 1982 | Renato Cesarini Rosario – CA Vélez Sarsfield 1:0 Omar Da Fonseca mecz rozegrany został na stadionie klubu Newell’s Old Boys                    |
| 14 lutego 1982 | Deportivo Roca General Roca – Racing Córdoba 1:1 Darío Dolce - Roberto Gasparini (k)                                                           |
| 14 lutego 1982 | San Martín Tucumán – CA Platense 0:0 |
| 14 lutego 1982 | Racing Club de Avellaneda – Guaraní Antonio Franco Posadas 1:0 Víctor Bottaniz (k) mecz rozegrany został na stadionie klubu CA Vélez Sarsfield |

### Kolejka 2
Grupa A
| Data           | Mecz |
| -------------- | --- |
| 21 lutego 1982 | Instituto Córdoba – Gimnasia y Esgrima Jujuy 2:1 Rodolfo C. Rodríguez (k), Juan J. Meza - Juan C. Díaz                                                                                |
| 21 lutego 1982 | CA Argentino de Quilmes – Independiente Rivadavia Mendoza 4:3 Miguel A. Converti (syn) (2), Víctor L. Martínez, Horacio Milozzi (k) - Hugo Olmos, Humberto Baigorria, Néstor A. Gómez |
| 21 lutego 1982 | Newell’s Old Boys – Nueva Chicago Buenos Aires 3:0 Víctor R. Ramos, Jorge Gabrich (2)                                                                                                 |
| 21 lutego 1982 | River Plate – Sarmiento Junín 1:1 Jorge A. García (k) - Sergio A. Robles |

Grupa B
| Data           | Mecz |
| -------------- | --- |
| 21 lutego 1982 | Estudiantes Santiago del Estero – Ferro Carril Oeste 0:3 Miguel A. Juárez, Alberto Márcico, Rafael G. Herrera                                    |
| 21 lutego 1982 | Atlético Concepción Banda del Río Salí – Unión San Vicente Córdoba 3:1 Juan C. Jeguizamón, Jorge M. Heredia, Mario Tapiero s - Miguel A. Ludueña |
| 21 lutego 1982 | San Lorenzo Mar del Plata – Unión Santa Fe 1:2 José O. López - José L. Lanao, Eduardo R. Sánchez                                                 |
| 22 lutego 1982 | Independiente – Argentinos Juniors 2:2 Ricardo Bochini, Carlos H. Salinas - Silvano Espíndola, Carlos A. Carrizo (k)                             |

Grupa C
| Data           | Mecz |
| -------------- | --- |
| 19 lutego 1982 | Gimnasia y Esgrima Mendoza – Estudiantes La Plata 2:0 Oscar Fornari, Alfredo Letanú mecz rozegrany został na stadionie Estadio Malvinas Argentinas |
| 21 lutego 1982 | Central Norte Salta – Talleres Córdoba 1:3 Jorge A. Sanabria - Héctor Ártico, José O. Reinaldi, Miguel A. Oviedo                                   |
| 21 lutego 1982 | CA Huracán – Rosario Central 2:1 Carlos Babington, Claudio Marangoni - Omar A. Palma                                                               |
| 22 lutego 1982 | Mariano Moreno Junín – Boca Juniors 1:4 Oscar Más - Ricardo Gareca (3), Ariel Krasouski mecz rozegrany został na stadionie klubu Sarmiento Junín   |

Grupa D
| Data           | Mecz |
| -------------- | --- |
| 21 lutego 1982 | CA Vélez Sarsfield – Guaraní Antonio Franco Posadas 2:0 Carlos Bianchi (k), Juan C. Bujedo                                                                                    |
| 21 lutego 1982 | CA Platense – Racing Club de Avellaneda 1:1 Omar Labruna - Alberto Gizzi |
| 21 lutego 1982 | Racing Córdoba – San Martín Tucumán 1:0 Roberto Gasparini (k) mecz rozegrany został na stadionie Estadio Córdoba                                                              |
| 21 lutego 1982 | Renato Cesarini Rosario – Deportivo Roca General Roca 3:1 Alberto J. Gómez, Omar Da Fonseca (2) - Miguel A. Martínez mecz rozegrany został na stadionie klubu Rosario Central |

### Kolejka 3
Grupa A
| Data           | Mecz |
| -------------- | --- |
| 28 lutego 1982 | Gimnasia y Esgrima Jujuy – River Plate 1:1 Carlos Veglio - Jorge A. García                                                                  |
| 28 lutego 1982 | Independiente Rivadavia Mendoza – Instituto Córdoba 2:0 Antonio L. Mazza (2) mecz rozegrany został na stadionie Estadio Malvinas Argentinas |
| 28 lutego 1982 | Nueva Chicago Buenos Aires – CA Argentino de Quilmes 0:0                                                                                    |
| 28 lutego 1982 | Sarmiento Junín – Newell’s Old Boys 0:0 |

Grupa B
| Data           | Mecz |
| -------------- | --- |
| 28 lutego 1982 | Unión San Vicente Córdoba – Independiente 2:3 Eduardo Carranza, Eduardo Griguol - Jorge Burruchaga (k), Jorge Clara, Carlos H. Salinas mecz rozegrany został na stadionie Estadio Córdoba |
| 28 lutego 1982 | Ferro Carril Oeste – San Lorenzo Mar del Plata 3:2 Gerónimo Saccardi, Claudio Crocco, Miguel A. Juárez - Néstor Di Luca, Daniel Abelén                                                    |
| 28 lutego 1982 | Argentinos Juniors – Estudiantes Santiago del Estero 4:2 César G. Carrizo, Pedro P. Pasculli (2), Omar J. Alí - Carlos D. Pellegrino, José H. Noriega                                     |
| 28 lutego 1982 | Unión Santa Fe – Atlético Concepción Banda del Río Salí 1:1 Osvaldo S. Escudero - Jorge M. Heredia                                                                                        |

Grupa C
| Data           | Mecz |
| -------------- | --- |
| 26 lutego 1982 | Rosario Central – Mariano Moreno Junín 2:0 Héctor Chazarreta, Washington D. Villar |
| 28 lutego 1982 | Boca Juniors – Central Norte Salta 2:0 Ricardo Gareca (2) |
| 28 lutego 1982 | Talleres Córdoba – Gimnasia y Esgrima Mendoza 2:4 José O. Reinaldi, Miguel A. Oviedo (k) - Alfredo Letanú (k), Oscar Fornari, Mario H. Videla (2, 2k) mecz rozegrany został na stadionie Estadio Córdoba |
| 28 lutego 1982 | Estudiantes La Plata – CA Huracán 2:0 Hugo Gottardi, José D. Ponce |

Grupa D
| Data           | Mecz |
| -------------- | --- |
| 28 lutego 1982 | Deportivo Roca General Roca – CA Vélez Sarsfield 0:0 |
| 28 lutego 1982 | Guaraní Antonio Franco Posadas – CA Platense 1:3 Oscar A. Palavecino - Omar Labruna, Carlos Ramallo, Eduardo E. Oviedo                                                                                 |
| 28 lutego 1982 | Racing Club de Avellaneda – Racing Córdoba 3:3 Juan Sarulyte (2), Víctor Marchetti - Ángel Feliú, Roberto Gasparini (k), Luis Amuchástegui mecz rozegrany został na stadionie klubu CA Vélez Sarsfield |
| 28 lutego 1982 | San Martín Tucumán – Renato Cesarini Rosario 2:0 Ricardo Martínez, José L. Román |

### Kolejka 4
Grupa A
| Data         | Mecz |
| ------------ | --- |
| 3 marca 1982 | Newell’s Old Boys – River Plate 0:0 |
| 3 marca 1982 | Independiente Rivadavia Mendoza – Gimnasia y Esgrima Jujuy 1:1 Héctor A. Gómez - Néstor Orellana mecz rozegrany został na stadionie Estadio Malvinas Argentinas |
| 3 marca 1982 | CA Argentino de Quilmes – Sarmiento Junín 3:3 Jorge Gáspari, Horacio Milozzi (2, 2k) - Sergio A. Robles (2), Horacio Cordero (k)                                |
| 4 marca 1982 | Instituto Córdoba – Nueva Chicago Buenos Aires 3:0 Enrique Nieto, Juan J. Meza, Rodolfo C. Rodríguez mecz rozegrany został na stadionie Estadio Córdoba         |

Grupa B
| Data         | Mecz |
| ------------ | --- |
| 3 marca 1982 | Atlético Concepción Banda del Río Salí – San Lorenzo Mar del Plata 3:5 Oscar A. González, Alberto A. Coria, Juan C. Leguizamón - Carlos A. Martínez, Francisco Galay, Mario Paternó (2, 1k), Néstor Di Luca mecz rozegrany został na stadionie klubu Atlético Tucumán |
| 3 marca 1982 | Argentinos Juniors – Ferro Carril Oeste 0:1 Adolfino Cañete mecz rozegrany został na stadionie klubu Chacarita Juniors |
| 3 marca 1982 | Estudiantes Santiago del Estero – Unión San Vicente Córdoba 0:2 Eduardo Griguol, Mario Bernio mecz rozegrany został na stadionie klubu Central Córdoba Rosario |
| 3 marca 1982 | Independiente – Unión Santa Fe 1:1 Carlos H. Salinas - José L. Lanao (k) |

Grupa C
| Data         | Mecz |
| ------------ | --- |
| 3 marca 1982 | CA Huracán – Talleres Córdoba 0:0 |
| 3 marca 1982 | Mariano Moreno Junín – Estudiantes La Plata 1:2 Oscar Más - Rubén Galletti, Hugo Gottardi mecz rozegrany został na stadionie klubu Sarmiento Junín |
| 3 marca 1982 | Boca Juniors – Rosario Central 1:1 Mario N. Zanabria - Washington D. Villar                                                                        |
| 4 marca 1982 | Central Norte Salta – Gimnasia y Esgrima Mendoza 1:1 Oscar Rubiola - Alfredo Letanú mecz rozegrany został na stadionie klubu Gimnasia y Tiro Salta |

Grupa D
| Data         | Mecz |
| ------------ | --- |
| 3 marca 1982 | Deportivo Roca General Roca – San Martín Tucumán 2:1 Luis A. Correa, Jorge Solari Gil - Víctor H. Palomba                                                                                      |
| 3 marca 1982 | CA Vélez Sarsfield – CA Platense 2:0 Carlos Bianchi (2) |
| 3 marca 1982 | Racing Córdoba – Guaraní Antonio Franco Posadas 2:0 Atilio Oyola, Roberto Gasparini (k) mecz rozegrany został na stadionie Estadio Córdoba                                                     |
| 4 marca 1982 | Renato Cesarini Rosario – Racing Club de Avellaneda 5:1 Omar Da Fonseca (3), Omar Celeste (k), Osvaldo Coullery - Víctor Bottaniz (k) mecz rozegrany został na stadionie klubu Rosario Central |

### Kolejka 5
Nietypowa kolejka, w której kluby z grupy A zmierzyły się z klubami z grupy C, a kluby z grupy B zmierzyły się z klubami z grupy D.
| Data         | Mecz |
| ------------ | --- |
| 6 marca 1982 | Central Norte Salta – Gimnasia y Esgrima Jujuy 3:1 Andrés Balderrama, Miguel A. Cejas, Ramón Gómez - Víctor H. Agonil mecz rozegrany został na stadionie klubu Gimnasia y Tiro Salta                     |
| 7 marca 1982 | River Plate – Boca Juniors 1:5 Jorge Tévez - Oscar Ruggeri, Ricardo Gareca (2), Carlos Córdoba (2) |
| 7 marca 1982 | CA Huracán – Nueva Chicago Buenos Aires 0:0 |
| 7 marca 1982 | Gimnasia y Esgrima Mendoza – Independiente Rivadavia Mendoza 2:2 Alfredo Letanú, Mario H. Videla - Carlos Ereros, Miguel A. Rodríguez (k) mecz rozegrany został na stadionie Estadio Malvinas Argentinas |
| 7 marca 1982 | Talleres Córdoba – Instituto Córdoba 1:1 Oscar Cámara - Juan J. Meza mecz rozegrany został na stadionie Estadio Córdoba                                                                                  |
| 7 marca 1982 | CA Argentino de Quilmes – Estudiantes La Plata 1:1 Jorge Gáspari - Rubén Galletti |
| 7 marca 1982 | Newell’s Old Boys – Rosario Central 2:1 Santiago Santamaría (2, 1k) - Héctor Chazarreta |
| 7 marca 1982 | Sarmiento Junín – Mariano Moreno Junín 4:1 Horacio Cordero (2, 1k), Aldo R. González, Sergio A. Robles - Oscar Más (k)                                                                                   |
| 7 marca 1982 | Racing Córdoba – Unión San Vicente Córdoba 1:1 Roberto Gasparini - Roberto Corró mecz rozegrany został na stadionie Estadio Córdoba                                                                      |
| 7 marca 1982 | CA Platense – Argentinos Juniors 1:0 Eduardo Anzarda |
| 7 marca 1982 | Guaraní Antonio Franco Posadas – Estudiantes Santiago del Estero 4:1 José E. Villarreal, Pablo R. Ortiz, Roque Briñócoli, Ramón Delpiano - Carlos D. Pellegrino                                          |
| 7 marca 1982 | Independiente – Racing Club de Avellaneda 1:1 Antonio Alzamendi - Juan Sarulyte |
| 7 marca 1982 | Atlético Concepción Banda del Río Salí – San Martín Tucumán 0:1 Ramón A. Ibarra mecz rozegrany został na stadionie klubu Atlético Tucumán                                                                |
| 7 marca 1982 | San Lorenzo Mar del Plata – Deportivo Roca General Roca 2:1 Mario Paternó, José O. López - Luis A. Correa mecz rozegrany został na stadionie Estadio Mar del Plata                                       |
| 7 marca 1982 | Unión Santa Fe – Renato Cesarini Rosario 3:0 Pablo de las Mercedes Cárdenas, José L. Lanao (k), Carlos A. Mendoza                                                                                        |
| 7 marca 1982 | CA Vélez Sarsfield – Ferro Carril Oeste 0:4 Miguel A. Juárez, Héctor Cúper, Claudio Crocco, Luis Andreuchi                                                                                               |

### Kolejka 6
Grupa A
| Data          | Mecz |
| ------------- | --- |
| 14 marca 1982 | Gimnasia y Esgrima Jujuy – Newell’s Old Boys 2:2 Carlos Mudry, Víctor Agonil - Roberto Viglione, Santiago Santamaría (k)            |
| 14 marca 1982 | Nueva Chicago Buenos Aires – Independiente Rivadavia Mendoza 2:3 Héctor Assán (2) - Carlos H. Quiroga, Héctor Suárez, Carlos Ereros |
| 14 marca 1982 | Sarmiento Junín – Instituto Córdoba 3:2 Enrique Nieto s, Aldo R. González (2) - Luciano Polo s, Víctor Heredia                      |
| 14 marca 1982 | River Plate – CA Argentino de Quilmes 2:3 Roberto Gordon, Jorge A. Tévez - Horacio Milozzi (k), Ramón H. Ponce, César Lorea         |

Grupa B
| Data          | Mecz |
| ------------- | --- |
| 13 marca 1982 | Unión San Vicente Córdoba – Argentinos Juniors 2:2 Eduardo Carranza (k), Miguel A. Ludueña - Silvano Espínola (2)          |
| 14 marca 1982 | Ferro Carril Oeste – Atlético Concepción Banda del Río Salí 2:1 Ángel A. Guerrero s, Luis Andreuchi - Alberto A. Coria (k) |
| 14 marca 1982 | Unión Santa Fe – Estudiantes Santiago del Estero 1:1 Osvaldo S. Escudero - Walter Coronel                                  |
| 14 marca 1982 | San Lorenzo Mar del Plata – Independiente 0:1 Carlos A. Carrizo mecz rozegrany został na stadionie Estadio Mar del Plata   |

Grupa C
| Data          | Mecz |
| ------------- | --- |
| 14 marca 1982 | Rosario Central – Central Norte Salta 6:0 Alfredo P. Killer, Héctor Chazarreta, Eduardo E. Delgado, Gerardo M. González, Walter Maladot, José R. Iglesias               |
| 14 marca 1982 | Gimnasia y Esgrima Mendoza – CA Huracán 1:1 Oscar Fornari - Néstor Candedo mecz rozegrany został na stadionie Estadio Malvinas Argentinas                               |
| 14 marca 1982 | Talleres Córdoba – Mariano Moreno Junín 8:2 Sergio Coleoni (3), Carlos Morete (4), Pedro A. González - Oscar Más (2) mecz rozegrany został na stadionie Estadio Córdoba |
| 14 marca 1982 | Estudiantes La Plata – Boca Juniors 0:0 |

Grupa D
| Data          | Mecz |
| ------------- | --- |
| 14 marca 1982 | Racing Club de Avellaneda – Deportivo Roca General Roca 1:3 Hugo Villarruel - Miguel A. Martínez, Luis A. Correa, Washington Señorini mecz rozegrany został na stadionie klubu CA Vélez Sarsfield |
| 14 marca 1982 | San Martín Tucumán – CA Vélez Sarsfield 1:3 Eusebio J. Roldán (k) - Vicente Pernía, Norberto Alonso, Carlos Bianchi                                                                               |
| 14 marca 1982 | CA Platense – Racing Córdoba 1:3 Jorge Borelli - Atilio Oyola, Roberto Gasparini, Luis Amuchástegui                                                                                               |
| 14 marca 1982 | Guaraní Antonio Franco Posadas – Renato Cesarini Rosario 0:0 |

### Kolejka 7
Grupa A
| Data          | Mecz |
| ------------- | --- |
| 21 marca 1982 | Instituto Córdoba – River Plate 3:0 Víctor H. Heredia, Enrique Nieto, Salvador Mastrosimone mecz rozegrany został na stadionie Estadio Córdoba                                    |
| 21 marca 1982 | Independiente Rivadavia Mendoza – Sarmiento Junín 3:2 Héctor Suárez, Carlos Ereros (2) - Ramón Bóveda, Sergio Luna mecz rozegrany został na stadionie Estadio Malvinas Argentinas |
| 21 marca 1982 | Nueva Chicago Buenos Aires – Gimnasia y Esgrima Jujuy 3:2 Luis R. Barrientos, Alberto Romero (2, 2k) - Julio C. Bulacio, Orestes O. Quiroga                                       |
| 21 marca 1982 | CA Argentino de Quilmes – Newell’s Old Boys 3:2 César Lorea, Oscar Gissi, Víctor L. Martínez - Jorge Gabrich, Alberto Meo                                                         |

Grupa B
| Data          | Mecz |
| ------------- | --- |
| 19 marca 1982 | Unión San Vicente Córdoba – Ferro Carril Oeste 1:1 Miguel A. Ludueña - Oscar Garré mecz rozegrany został na stadionie Estadio Córdoba                                      |
| 21 marca 1982 | Estudiantes Santiago del Estero – San Lorenzo Mar del Plata 1:1 Walter Coronel - Ricardo Albisbeascoechea mecz rozegrany został na stadionie klubu Central Córdoba Rosario |
| 21 marca 1982 | Argentinos Juniors – Unión Santa Fe 0:0 |
| 21 marca 1982 | Independiente – Atlético Concepción Banda del Río Salí 1:0 Alberto Brailovsky                                                                                              |

Grupa C
| Data          | Mecz |
| ------------- | --- |
| 21 marca 1982 | Rosario Central – Estudiantes La Plata 1:1 José R. Iglesias - Rubén Galletti                                                                       |
| 21 marca 1982 | Mariano Moreno Junín – Gimnasia y Esgrima Mendoza 0:2 Mario H. Videla (k), Alfredo Letanú mecz rozegrany został na stadionie klubu Sarmiento Junín |
| 21 marca 1982 | Central Norte Salta – CA Huracán 1:0 Jorge A. Sanabria                                                                                             |
| 21 marca 1982 | Boca Juniors – Talleres Córdoba 2:2 Oscar Ruggeri, Miguel A. Brindisi - Carlos Morete (2)                                                          |

Grupa D
| Data          | Mecz |
| ------------- | --- |
| 19 marca 1982 | Renato Cesarini Rosario – CA Platense 1:1 Omar Da Fonseca - Eduardo Anzarda mecz rozegrany został na stadionie klubu Newell’s Old Boys |
| 21 marca 1982 | Deportivo Roca General Roca – Guaraní Antonio Franco Posadas 0:2 Ramón R. Noguera (2)                                                  |
| 21 marca 1982 | San Martín Tucumán – Racing Club de Avellaneda 0:0                                                                                     |
| 21 marca 1982 | CA Vélez Sarsfield – Racing Córdoba 2:1 Marcelo Quiñones s, Norberto Alonso - Luis Amuchástegui                                        |

### Kolejka 8
Grupa A
| Data          | Mecz                                                                                                   |
| ------------- | --- |
| 28 marca 1982 | Gimnasia y Esgrima Jujuy – CA Argentino de Quilmes 3:0 Miguel R. Bacas, Jorge Mazzola, Néstor Orellana |
| 28 marca 1982 | Newell’s Old Boys – Instituto Córdoba 1:2 Sergio Almirón - Enrique Nieto, Juan J. Meza                 |
| 28 marca 1982 | River Plate – Independiente Rivadavia Mendoza 1:2 Emilio N. Commisso - Carlos Ereros, Antonio L. Mazza |
| 28 marca 1982 | Sarmiento Junín – Nueva Chicago Buenos Aires 1:1 Aldo R. González - Roque Erba                         |

Grupa B
| Data          | Mecz |
| ------------- | --- |
| 28 marca 1982 | Ferro Carril Oeste – Independiente 2:2 Julio C. Jiménez, Juan D. Rocchia (k) - Antonio Alzamendi, Jorge Burruchaga                                                                            |
| 28 marca 1982 | Atlético Concepción Banda del Río Salí – Estudiantes Santiago del Estero 2:1 Juan C. Leguizamón, Héctor A. Martínez - Mario Fontana mecz rozegrany został na stadionie klubu Atlético Tucumán |
| 28 marca 1982 | San Lorenzo Mar del Plata – Argentinos Juniors 0:1 Pedro P. Pasculli |
| 28 marca 1982 | Unión Santa Fe – Unión San Vicente Córdoba 0:0 |

Grupa C
| Data          | Mecz |
| ------------- | --- |
| 28 marca 1982 | Gimnasia y Esgrima Mendoza – Boca Juniors 1:0 Fernando Moreschini mecz rozegrany został na stadionie Estadio Malvinas Argentinas                                                             |
| 28 marca 1982 | Estudiantes La Plata – Central Norte Salta 4:0 Hugo Gottardi (3), Rubén Galletti |
| 28 marca 1982 | Talleres Córdoba – Rosario Central 4:3 Carlos Morete (2), Miguel A. Oviedo (k), Victorio Ocaño - José R. Iglesias, Eduardo E. Delgado (2) mecz rozegrany został na stadionie Estadio Córdoba |
| 28 marca 1982 | CA Huracán – Mariano Moreno Junín 4:1 Carlos Babington (3, 1k), Néstor Candedo - Juan A. Sánchez s                                                                                           |

Grupa D
| Data          | Mecz |
| ------------- | --- |
| 26 marca 1982 | Racing Córdoba – Renato Cesarini Rosario 4:4 Julio C. Bon, Roberto Gasparini, Luis Amuchástegui, Atilio Oyola - Omar Celeste, Alberto J. Gómez, Omar Da Fonseca, Máximo Nardoni mecz rozegrany został na stadionie Estadio Córdoba |
| 28 marca 1982 | Racing Club de Avellaneda – CA Vélez Sarsfield 0:0 mecz rozegrany został na stadionie klubu CA Vélez Sarsfield |
| 28 marca 1982 | Guaraní Antonio Franco Posadas – San Martín Tucumán 3:2 Oscar A. Palavecino, Pablo R. Ortiz (2) - Roque R. Martínez, Ángel A. Medina                                                                                               |
| 28 marca 1982 | CA Platense – Deportivo Roca General Roca 3:0 Eduardo Anzarda, Eduardo E. Oviedo (2) |

### Kolejka 9
Grupa A
| Data            | Mecz |
| --------------- | --- |
| 4 kwietnia 1982 | Sarmiento Junín – Gimnasia y Esgrima Jujuy 3:2 Sergio A. Robles (2), Horacio Cordero - Oreste A. Quiroga, Julio C. Bulacio                                                  |
| 4 kwietnia 1982 | River Plate – Nueva Chicago Buenos Aires 0:0 |
| 4 kwietnia 1982 | Newell’s Old Boys – Independiente Rivadavia Mendoza 8:0 Jorge Gabrich, Sergio Almirón (2), Santiago Santamaría (2), Francisco Azzolini, Roberto Viglione, Orlando R. Vargas |
| 4 kwietnia 1982 | CA Argentino de Quilmes – Instituto Córdoba 2:0 Horacio Milozzi (k), Víctor L. Martínez                                                                                     |

Grupa B
| Data            | Mecz |
| --------------- | --- |
| 3 kwietnia 1982 | San Lorenzo Mar del Plata – Unión San Vicente Córdoba 2:2 Francisco Galay, Jorge Dimuro - Fernando Subasse (k), Carlos Echarri mecz rozegrany został na stadionie Estadio Mar del Plata |
| 4 kwietnia 1982 | Unión Santa Fe – Ferro Carril Oeste 1:1 Oscar Regenhardt - Miguel A. Juárez |
| 4 kwietnia 1982 | Atlético Concepción Banda del Río Salí – Argentinos Juniors 1:2 Humberto P. Gutiérrez - Silvano Espíndola, Sergio Batista mecz rozegrany został na stadionie klubu Atlético Tucumán     |
| 4 kwietnia 1982 | Independiente – Estudiantes Santiago del Estero 3:0 Alberto Brailovsky (2), Antonio Alzamendi                                                                                           |

Grupa C
| Data            | Mecz |
| --------------- | --- |
| 2 kwietnia 1982 | Central Norte Salta – Mariano Moreno Junín 1:0 Jorge Hairala mecz rozegrany został na stadionie klubu Gimnasia y Tiro Salta                                     |
| 4 kwietnia 1982 | CA Huracán – Boca Juniors 3:3 Claudio Marangoni (2), Carlos Babington - Ricardo Gareca, Hugo Perotti, Marcelo Trobbiani                                         |
| 4 kwietnia 1982 | Gimnasia y Esgrima Mendoza – Rosario Central 1:2 Raúl O. Muñoz - José R. Iglesias, Omar A. Palma mecz rozegrany został na stadionie Estadio Malvinas Argentinas |
| 4 kwietnia 1982 | Talleres Córdoba – Estudiantes La Plata 2:2 Carlos Morete (2) - Rubén Galletti, Hugo Gottardi mecz rozegrany został na stadionie Estadio Córdoba                |

Grupa D
| Data            | Mecz |
| --------------- | --- |
| 3 kwietnia 1982 | Racing Córdoba – Deportivo Roca General Roca 3:1 Ángel Feliú, Atilio Oyola, Julio C. Bon - Miguel A. Martínez (k) mecz rozegrany został na stadionie Estadio Córdoba |
| 4 kwietnia 1982 | CA Vélez Sarsfield – Renato Cesarini Rosario 2:2 Carlos Bianchi, Jorge A. Comas - Alberto J. Gómez, Jorge A. Comas s                                                 |
| 4 kwietnia 1982 | CA Platense – San Martín Tucumán 0:1 Ángel A. Molina |
| 4 kwietnia 1982 | Guaraní Antonio Franco Posadas – Racing Club de Avellaneda 2:2 Rubén C. Noguera, Ramón Delpiano - Alberto Gizzi, Osvaldo A. Pérez                                    |

### Kolejka 10
Grupa A
| Data            | Mecz |
| --------------- | --- |
| 8 kwietnia 1982 | Gimnasia y Esgrima Jujuy – Instituto Córdoba 2:0 Julio C. Bulacio, Víctor H. Agonil                                                                                     |
| 8 kwietnia 1982 | Independiente Rivadavia Mendoza – CA Argentino de Quilmes 1:2 Esteban Soto - Daniel Acevedo, César Lorea mecz rozegrany został na stadionie Estadio Malvinas Argentinas |
| 8 kwietnia 1982 | Nueva Chicago Buenos Aires – Newell’s Old Boys 1:1 Oscar Loyarte - Jorge Gabrich                                                                                        |
| 8 kwietnia 1982 | Sarmiento Junín – River Plate 0:1 Carlos Randazzo (k) |

Grupa B
| Data            | Mecz |
| --------------- | --- |
| 7 kwietnia 1982 | Ferro Carril Oeste – Estudiantes Santiago del Estero 3:0 Miguel A. Juárez, Juan D. Rocchia (k), Rafael Herrera                                                                                  |
| 8 kwietnia 1982 | Argentinos Juniors – Independiente 1:1 Carlos A. Carrizo (k) - Jorge Burruchaga mecz rozegrany został na stadionie klubu Atlanta Buenos Aires                                                   |
| 8 kwietnia 1982 | Unión San Vicente Córdoba – Atlético Concepción Banda del Río Salí 2:3 Roberto Corró, Mario Torletti - Raúl O. Herrera (2), Jorge M. Heredia mecz rozegrany został na stadionie Estadio Córdoba |
| 8 kwietnia 1982 | Unión Santa Fe – San Lorenzo Mar del Plata 5:1 Osvaldo S. Escudero, José L. Lanao (2, 1k), Luis Abdeneve, Ramón Centurión - José O. López                                                       |

Grupa C
| Data            | Mecz |
| --------------- | --- |
| 7 kwietnia 1982 | Talleres Córdoba – Central Norte Salta 2:1 José O. Reinaldi, Carlos Morete - Raúl O. Gómez mecz rozegrany został na stadionie Estadio Córdoba |
| 8 kwietnia 1982 | Estudiantes La Plata – Gimnasia y Esgrima Mendoza 3:1 Rubén Galletti, José L. Brown (k), Hugo Gottardi - Oscar Fornari                        |
| 8 kwietnia 1982 | Rosario Central – CA Huracán 2:0 José R. Iglesias (2)                                                                                         |
| 8 kwietnia 1982 | Boca Juniors – Mariano Moreno Junín 2:0 Carlos Córdoba (2, 2k)                                                                                |

Grupa D
| Data            | Mecz |
| --------------- | --- |
| 7 kwietnia 1982 | Racing Club de Avellaneda – CA Platense 4:2 Leopoldo Luque (2), Víctor Marchetti, Víctor Bottaniz (k) - Eduardo Anzarda, Gabriel Viscovich mecz rozegrany został na stadionie klubu CA Vélez Sarsfield |
| 8 kwietnia 1982 | Guaraní Antonio Franco Posadas – CA Vélez Sarsfield 1:3 Pablo R. Ortiz - Pedro Larraquy, Carlos A. López, Jorge A. Comas                                                                               |
| 8 kwietnia 1982 | San Martín Tucumán – Racing Córdoba 1:0 Juan C. Torales |
| 8 kwietnia 1982 | Deportivo Roca General Roca – Renato Cesarini Rosario 1:1 Miguel A. Martínez - Omar Da Fonseca |

### Kolejka 11
Grupa A
| Data             | Mecz |
| ---------------- | --- |
| 11 kwietnia 1982 | River Plate – Gimnasia y Esgrima Jujuy 2:0 Claudio M. Cabrera, Roberto Gordon |
| 11 kwietnia 1982 | Instituto Córdoba – Independiente Rivadavia Mendoza 5:2 Rubén Miño (2), Salvador Mastrosimone, Víctor H. Heredia, Rodolfo C. Rodríguez (k) - Antonio L. Mazza, Humberto Baigorria mecz rozegrany został na stadionie Estadio Córdoba |
| 11 kwietnia 1982 | CA Argentino de Quilmes – Nueva Chicago Buenos Aires 4:2 César Lorea (3), Daniel Acevedo (k) - Luis Armani, Alberto Romero (k) |
| 11 kwietnia 1982 | Newell’s Old Boys – Sarmiento Junín 1:1 Santiago Santamaría (k) - Sergio A. Robles |

Grupa B
| Data             | Mecz |
| ---------------- | --- |
| 11 kwietnia 1982 | San Lorenzo Mar del Plata – Ferro Carril Oeste 1:3 Daniel Sancisi - Juan D. Rocchia (2, 2k), Miguel A. Juárez mecz rozegrany został na stadionie Estadio Mar del Plata                              |
| 11 kwietnia 1982 | Estudiantes Santiago del Estero – Argentinos Juniors 1:3 Carlos D. Pellegrino - Eduardo O. Rotondi, Claudio Borghi, Sergio Batista mecz rozegrany został na stadionie klubu Central Córdoba Rosario |
| 11 kwietnia 1982 | Independiente – Unión San Vicente Córdoba 1:0 Jorge Burruchaga |
| 11 kwietnia 1982 | Atlético Concepción Banda del Río Salí – Unión Santa Fe 1:2 Raúl O. Herrera - José L. Lanao (2) mecz rozegrany został na stadionie klubu Atlético Tucumán                                           |

Grupa C
| Data             | Mecz |
| ---------------- | --- |
| 11 kwietnia 1982 | Central Norte Salta – Boca Juniors 2:1 Juan C. Prycodko, Oscar Rubiola - Ariel Krasouski mecz rozegrany został na stadionie klubu Gimnasia y Tiro Salta                                                                                |
| 11 kwietnia 1982 | Gimnasia y Esgrima Mendoza – Talleres Córdoba 2:2 Oscar Fornari, Guillermo A. Herrera - Carlos Morete, José O. Reinaldi mecz rozegrany został na stadionie Estadio Malvinas Argentinas                                                 |
| 11 kwietnia 1982 | CA Huracán – Estudiantes La Plata 0:1 Rubén Galletti |
| 11 kwietnia 1982 | Mariano Moreno Junín – Rosario Central 1:9 Oscar Más (k) - Héctor Chazarreta, José R. Iglesias (4), Carlos Lancellotti, Eduardo E. Delgado, Sergio Céliz, Gerardo M. González mecz rozegrany został na stadionie klubu Sarmiento Junín |

Grupa D
| Data             | Mecz |
| ---------------- | --- |
| 10 kwietnia 1982 | Racing Córdoba – Racing Club de Avellaneda 1:1 Luis Amuchástegui - José O. Berta                                                                            |
| 11 kwietnia 1982 | CA Vélez Sarsfield – Deportivo Roca General Roca 6:1 Carlos Bianchi (4), Jorge A. Comas, Carlos A. López - Antonio A. Montes                                |
| 11 kwietnia 1982 | CA Platense – Guaraní Antonio Franco Posadas 0:0 |
| 11 kwietnia 1982 | Renato Cesarini Rosario – San Martín Tucumán 1:2 Osvaldo Coullery - Juan C. Torales, José L. Román mecz rozegrany został na stadionie klubu Rosario Central |

### Kolejka 12
Grupa A
| Data             | Mecz |
| ---------------- | --- |
| 18 kwietnia 1982 | River Plate – Newell’s Old Boys 1:1 Jorge A. García - Jorge Gabrich                                                        |
| 18 kwietnia 1982 | Gimnasia y Esgrima Jujuy – Independiente Rivadavia Mendoza 0:0                                                             |
| 18 kwietnia 1982 | Nueva Chicago Buenos Aires – Instituto Córdoba 2:2 Carlos A. Acuña, Claudio Larramendi - Rubén Miño, Salvador Mastrosimone |
| 18 kwietnia 1982 | Sarmiento Junín – CA Argentino de Quilmes 1:4 Aldo R. González - Miguel A. Converti (syn) (3), Oscar A. Gissi              |

Grupa B
| Data             | Mecz |
| ---------------- | --- |
| 17 kwietnia 1982 | Unión San Vicente Córdoba – Estudiantes Santiago del Estero 3:4 Fernando Subasse (2, 1k), Eduardo Díaz - Armando Coronel, César Leiva (2), Carlos D. Pellegrino mecz rozegrany został na stadionie klubu Estadio Córdoba |
| 18 kwietnia 1982 | San Lorenzo Mar del Plata – Atlético Concepción Banda del Río Salí 1:1 Néstor Di Luca - Jorge M. Heredia |
| 18 kwietnia 1982 | Ferro Carril Oeste – Argentinos Juniors 2:0 Juan D. Rocchia, Adolfino Cañete |
| 18 kwietnia 1982 | Unión Santa Fe – Independiente 3:0 Ramón Centurión (2), José L. Lanao |

Grupa C
| Data             | Mecz |
| ---------------- | --- |
| 18 kwietnia 1982 | Gimnasia y Esgrima Mendoza – Central Norte Salta 2:1 Oscar Fornari (2) - Raúl O. Gómez mecz rozegrany został na stadionie Estadio Malvinas Argentinas |
| 18 kwietnia 1982 | Talleres Córdoba – CA Huracán 0:2 Carlos Babington (k), Claudio Morresi mecz rozegrany został na stadionie Estadio Córdoba                            |
| 18 kwietnia 1982 | Estudiantes La Plata – Mariano Moreno Junín 1:1 José D. Ponce - Roberto Del Pópolo                                                                    |
| 18 kwietnia 1982 | Rosario Central – Boca Juniors 0:0 |

Grupa D
| Data             | Mecz |
| ---------------- | --- |
| 18 kwietnia 1982 | San Martín Tucumán – Deportivo Roca General Roca 0:0                                                                                 |
| 18 kwietnia 1982 | CA Platense – CA Vélez Sarsfield 0:0                                                                                                 |
| 18 kwietnia 1982 | Guaraní Antonio Franco Posadas – Racing Córdoba 0:1 Rubén Molina                                                                     |
| 18 kwietnia 1982 | Racing Club de Avellaneda – Renato Cesarini Rosario 0:1 Alberto J. Gómez mecz rozegrany został na stadionie klubu CA Vélez Sarsfield |

### Kolejka 13
Nietypowa kolejka, w której kluby z grupy A zmierzyły się z klubami z grupy C, a kluby z grupy B zmierzyły się z klubami z grupy D.
| Data             | Mecz |
| ---------------- | --- |
| 25 kwietnia 1982 | Boca Juniors – River Plate 0:0 |
| 25 kwietnia 1982 | Nueva Chicago Buenos Aires – CA Huracán 1:0 Carlos A. Acuña |
| 25 kwietnia 1982 | Independiente Rivadavia Mendoza – Gimnasia y Esgrima Mendoza 2:0 Carlos Ereros (2) mecz rozegrany został na stadionie Estadio Malvinas Argentinas                           |
| 25 kwietnia 1982 | Instituto Córdoba – Talleres Córdoba 0:1 Jorge Bianco mecz rozegrany został na stadionie Estadio Córdoba                                                                    |
| 25 kwietnia 1982 | Estudiantes La Plata – CA Argentino de Quilmes 2:0 José L. Brown (k), Hugo Gottardi                                                                                         |
| 25 kwietnia 1982 | Rosario Central – Newell’s Old Boys 2:1 Edgardo Bauza (2, 1k) - Santiago Santamaría (k)                                                                                     |
| 25 kwietnia 1982 | Mariano Moreno Junín – Sarmiento Junín 1:4 Oscar Más (k) - Claudio Otermín, Sergio A. Robles (2, 1k), Luciano Polo mecz rozegrany został na stadionie klubu Sarmiento Junín |
| 25 kwietnia 1982 | Gimnasia y Esgrima Jujuy – Central Norte Salta 3:1 Néstor Orellana, Orestes Quiroga, Juan C. Prycodko - Ramón O. Gómez                                                      |
| 25 kwietnia 1982 | Unión San Vicente Córdoba – Racing Córdoba 0:3 Roberto Gasparini (3, 1k) mecz rozegrany został na stadionie Estadio Córdoba                                                 |
| 25 kwietnia 1982 | Argentinos Juniors – CA Platense 1:1 Pedro P. Pasculli - Eduardo Anzarda |
| 25 kwietnia 1982 | Estudiantes Santiago del Estero – Guaraní Antonio Franco Posadas 0:1 Juan P. Gauna mecz rozegrany został na stadionie klubu Central Córdoba Rosario                         |
| 25 kwietnia 1982 | Racing Club de Avellaneda – Independiente 1:2 Pedro Monzón s - Alberto Brailovsky, Diego Castelló s mecz rozegrany został na stadionie klubu CA Vélez Sarsfield             |
| 25 kwietnia 1982 | San Martín Tucumán – Atlético Concepción Banda del Río Salí 1:0 Eusebio J. Roldán                                                                                           |
| 25 kwietnia 1982 | Deportivo Roca General Roca – San Lorenzo Mar del Plata 3:2 Miguel A. Mártinez (2), Héctor Bastía - Mario Paternó, Néstor Di Luca                                           |
| 25 kwietnia 1982 | Renato Cesarini Rosario – Unión Santa Fe 0:0 mecz rozegrany został na stadionie klubu Newell’s Old Boys                                                                     |
| 25 kwietnia 1982 | Ferro Carril Oeste – CA Vélez Sarsfield 2:1 Miguel A. Juárez, Oscar R. Acosta - Carlos Bianchi (k)                                                                          |

### Kolejka 14
Grupa A
| Data        | Mecz |
| ----------- | --- |
| 2 maja 1982 | Newell’s Old Boys – Gimnasia y Esgrima Jujuy 4:3 Víctor R. Ramos (2), Jorge Gabrich (2) - Juan C. Díaz, Julio C. Bulacio (k), Miguel A. Bacas                                      |
| 2 maja 1982 | Independiente Rivadavia Mendoza – Nueva Chicago Buenos Aires 2:1 Edgar Fernández, Antonio L. Mazza - Ricardo Fusani mecz rozegrany został na stadionie Estadio Malvinas Argentinas |
| 2 maja 1982 | Instituto Córdoba – Sarmiento Junín 3:1 Gustavo Paredes, Raúl de la Cruz Chaparro (2) - Sergio A. Robles (k) mecz rozegrany został na stadionie Estadio Córdoba                    |
| 2 maja 1982 | CA Argentino de Quilmes – River Plate 2:3 Víctor L. Martínez, César Lorea - Omar Alegre (2), Enzo Bulleri                                                                          |

Grupa B
| Data             | Mecz |
| ---------------- | --- |
| 30 kwietnia 1982 | Independiente – San Lorenzo Mar del Plata 3:0 Antonio Alzamendi (2), Jorge Burruchaga                                                                          |
| 2 maja 1982      | Atlético Concepción Banda del Río Salí – Ferro Carril Oeste 0:3 Miguel A. Juárez (2), Carlos Arregui mecz rozegrany został na stadionie klubu Atlético Tucumán |
| 2 maja 1982      | Argentinos Juniors – Unión San Vicente Córdoba 1:1 Eduardo O. Rotondi - Fernando Subasse                                                                       |
| 2 maja 1982      | Estudiantes Santiago del Estero – Unión Santa Fe 1:3 Miguel Torres - Ricardo Logiácono, José L. Lanao, Néstor Cataldo                                          |

Grupa C
| Data        | Mecz |
| ----------- | --- |
| 2 maja 1982 | Central Norte Salta – Rosario Central 0:1 Héctor Chazarreta |
| 2 maja 1982 | CA Huracán – Gimnasia y Esgrima Mendoza 0:3 Guillermo A. Herrera (2), Eduardo Méndez                                                                                   |
| 2 maja 1982 | Mariano Moreno Junín – Talleres Córdoba 1:3 Norberto Rosetti - Juan J. López, José O. Reinaldi, Carlos Morete mecz rozegrany został na stadionie klubu Sarmiento Junín |
| 2 maja 1982 | Estudiantes La Plata – Boca Juniors 1:1 Hugo Gottardi - Roberto Mouzo                                                                                                  |

Grupa D
| Data        | Mecz |
| ----------- | --- |
| 1 maja 1982 | Racing Córdoba – CA Platense 2:1 Roberto Gasparini, Rubén Molina - Eduardo Anzarda mecz rozegrany został na stadionie Estadio Córdoba                      |
| 2 maja 1982 | Deportivo Roca General Roca – Racing Club de Avellaneda 2:0 Luis Correa, Miguel A. Martínez                                                                |
| 2 maja 1982 | CA Vélez Sarsfield – San Martín Tucumán 0:1 Eusebio J. Roldán (k)                                                                                          |
| 2 maja 1982 | Renato Cesarini Rosario – Guaraní Antonio Franco Posadas 1:1 Máximo Nardoni - Oscar A. Palavecino mecz rozegrany został na stadionie klubu Rosario Central |

### Kolejka 15
Grupa A
| Data         | Mecz |
| ------------ | --- |
| 10 maja 1982 | River Plate – Instituto Córdoba 2:3 Enzo Bulleri, Jorge A. Tévez - Juan J. Meza, Raúl de la Cruz Chaparro (2) |
| 10 maja 1982 | Sarmiento Junín – Independiente Rivadavia Mendoza 0:1 Carlos Ereros                                           |
| 10 maja 1982 | Gimnasia y Esgrima Jujuy – Nueva Chicago Buenos Aires 1:0 Marcelo Firpo                                       |
| 10 maja 1982 | Newell’s Old Boys – CA Argentino de Quilmes 2:0 Jorge Gabrich, Víctor R. Ramos                                |

Grupa B
| Data         | Mecz |
| ------------ | --- |
| 9 maja 1982  | San Lorenzo Mar del Plata – Estudiantes Santiago del Estero 3:0 José O. López, Mario Paternó, Néstor Di Luca mecz rozegrany został na stadionie Estadio Mar del Plata               |
| 9 maja 1982  | Unión Santa Fe – Argentinos Juniors 5:0 José L. Lanao, Ramón Centurión, Carlos A. Mendoza, Marcos Capocetti, Néstor Cataldo (k)                                                     |
| 9 maja 1982  | Atlético Concepción Banda del Río Salí – Independiente 1:2 Juan C. Leguizamón (k) - Alberto Brailovsky, Carlos H. Salinas mecz rozegrany został na stadionie klubu Atlético Tucumán |
| 10 maja 1982 | Ferro Carril Oeste – Unión San Vicente Córdoba 4:0 Miguel A. Juárez (3), Adolfino Cañete                                                                                            |

Grupa C
| Data        | Mecz |
| ----------- | --- |
| 9 maja 1982 | Estudiantes La Plata – Rosario Central 1:0 Rubén Galletti                                                                                                |
| 9 maja 1982 | Gimnasia y Esgrima Mendoza – Mariano Moreno Junín 3:0 Orlando Genolet, Alfredo Letanú (2) mecz rozegrany został na stadionie Estadio Malvinas Argentinas |
| 9 maja 1982 | CA Huracán – Central Norte Salta 1:1 Cayetano Palermo - Octavio Fontana                                                                                  |
| 9 maja 1982 | Talleres Córdoba – Boca Juniors 4:0 Carlos Morete (3), Juan J. López mecz rozegrany został na stadionie Estadio Córdoba                                  |

Grupa D
| Data         | Mecz |
| ------------ | --- |
| 8 maja 1982  | Racing Córdoba – CA Vélez Sarsfield 3:2 Roberto Gasparini, Rubén Molina (2) - Carlos Bianchi (2) mecz rozegrany został na stadionie Estadio Córdoba |
| 9 maja 1982  | Guaraní Antonio Franco Posadas – Deportivo Roca General Roca 1:2 Pablo R. Ortiz - Jorge Solari Gil, Oscar Di Giácomo                                |
| 9 maja 1982  | CA Platense – Renato Cesarini Rosario 3:0 Eduardo Anzarda, Carlos Ramallo, Maximiliano Cincunegui                                                   |
| 10 maja 1982 | Racing Club de Avellaneda – San Martín Tucumán 0:0 mecz rozegrany został na stadionie klubu CA Vélez Sarsfield                                      |

### Kolejka 16
Grupa A
| Data         | Mecz |
| ------------ | --- |
| 16 maja 1982 | CA Argentino de Quilmes – Gimnasia y Esgrima Jujuy 3:1 Daniel Acevedo (2, 1k), Miguel A. Converti (syn) - Orestes O. Quiroga                                                                      |
| 16 maja 1982 | Instituto Córdoba – Newell’s Old Boys 1:1 Rodolfo C. Rodríguez - raúl Vargas Ríos mecz rozegrany został na stadionie Estadio Córdoba                                                              |
| 16 maja 1982 | Independiente Rivadavia Mendoza – River Plate 4:2 Antonio L. Mazza (2), Hugo Olmos, Carlos Ereros - Jorge A. Tévez, Jorge Gordillo mecz rozegrany został na stadionie Estadio Malvinas Argentinas |
| 16 maja 1982 | Nueva Chicago Buenos Aires – Sarmiento Junín 3:3 Carlos A. Acuña (2), Ricardo Fusani - Sergio A. Robles, Víctor Mancinelli, Alberto Ortiz                                                         |

Grupa B
| Data         | Mecz |
| ------------ | --- |
| 16 maja 1982 | Independiente – Ferro Carril Oeste 0:4 Claudio Crocco, Gerónimo Saccardi, Miguel A. Juárez (2)                                                               |
| 16 maja 1982 | Estudiantes Santiago del Estero – Atlético Concepción Banda del Río Salí 0:1 Agustín Aragón mecz rozegrany został na stadionie klubu Central Córdoba Rosario |
| 16 maja 1982 | Argentinos Juniors – San Lorenzo Mar del Plata 2:1 Silvano Espíndola, César G. Carrizo - Daniel Abelén                                                       |
| 16 maja 1982 | Unión San Vicente Córdoba – Unión Santa Fe 0:2 Carlos A. Mendoza, Ramón Centurión mecz rozegrany został na stadionie Estadio Córdoba                         |

Grupa C
| Data         | Mecz |
| ------------ | --- |
| 16 maja 1982 | Boca Juniors – Gimnasia y Esgrima Mendoza 1:0 Jorge Ramoa                                                                        |
| 16 maja 1982 | Central Norte Salta – Estudiantes La Plata 0:1 Guillermo Trama mecz rozegrany został na stadionie klubu Gimnasia y Tiro Salta    |
| 16 maja 1982 | Rosario Central – Talleres Córdoba 1:2 Héctor Chazarreta - Carlos Morete, Jorge Bianco                                           |
| 16 maja 1982 | Mariano Moreno Junín – CA Huracán 1:1 Norberto Rosetti - Claudio García mecz rozegrany został na stadionie klubu Sarmiento Junín |

Grupa D
| Data         | Mecz |
| ------------ | --- |
| 16 maja 1982 | CA Vélez Sarsfield – Racing Club de Avellaneda 2:0 Carlos Bianchi (2)                                                                             |
| 16 maja 1982 | San Martín Tucumán – Guaraní Antonio Franco Posadas 5:1 Eusebio J. Roldán (3, 1k), Roque R. Martínez (2) - Oscar A. Palavecino (k)                |
| 16 maja 1982 | Deportivo Roca General Roca – CA Platense 0:1 Carlos Ramallo                                                                                      |
| 16 maja 1982 | Renato Cesarini Rosario – Racing Córdoba 2:1 Omar Celeste, José C. Costas - Rubén Molina mecz rozegrany został na stadionie klubu Rosario Central |

### Tabele
| Poz | Klub                            | Mecze | Zw | Rem | Por | Pkt | BrZd | BrStr |
| --- | ------------------------------- | ----- | -- | --- | --- | --- | ---- | ----- |
| 1   | CA Argentino de Quilmes         | 16    | 8  | 4   | 4   | 20  | 32   | 27    |
| 2   | Independiente Rivadavia Mendoza | 16    | 8  | 4   | 4   | 20  | 28   | 30    |
| 3   | Newell’s Old Boys               | 16    | 5  | 8   | 3   | 18  | 29   | 17    |
| 4   | Instituto Córdoba               | 16    | 7  | 4   | 5   | 18  | 28   | 22    |
| 5   | Sarmiento Junín                 | 16    | 4  | 7   | 5   | 15  | 27   | 27    |
| 6   | River Plate                     | 16    | 4  | 6   | 6   | 14  | 20   | 27    |
| 7   | Gimnasia y Esgrima Jujuy        | 16    | 4  | 5   | 7   | 13  | 23   | 25    |
| 8   | Nueva Chicago Buenos Aires      | 16    | 2  | 7   | 7   | 11  | 18   | 28    |

| Poz | Klub                                   | Mecze | Zw | Rem | Por | Pkt | BrZd | BrStr |
| --- | -------------------------------------- | ----- | -- | --- | --- | --- | ---- | ----- |
| 1   | Ferro Carril Oeste                     | 16    | 13 | 3   | 0   | 29  | 39   | 9     |
| 2   | Unión Santa Fe                         | 16    | 8  | 7   | 1   | 23  | 29   | 9     |
| 3   | Independiente                          | 16    | 9  | 5   | 2   | 23  | 27   | 19    |
| 4   | Argentinos Juniors                     | 16    | 5  | 7   | 4   | 17  | 20   | 22    |
| 5   | Atlético Concepción Banda del Río Salí | 16    | 4  | 3   | 9   | 11  | 19   | 26    |
| 6   | San Lorenzo Mar del Plata              | 16    | 3  | 4   | 9   | 10  | 24   | 33    |
| 7   | Unión San Vicente Córdoba              | 16    | 1  | 7   | 8   | 9   | 19   | 32    |
| 8   | Estudiantes Santiago del Estero        | 16    | 1  | 2   | 13  | 4   | 13   | 41    |

| Poz | Klub                       | Mecze | Zw | Rem | Por | Pkt | BrZd | BrStr |
| --- | -------------------------- | ----- | -- | --- | --- | --- | ---- | ----- |
| 1   | Estudiantes La Plata       | 16    | 8  | 7   | 1   | 23  | 22   | 10    |
| 2   | Talleres Córdoba           | 16    | 8  | 6   | 2   | 22  | 36   | 22    |
| 3   | Rosario Central            | 16    | 8  | 3   | 5   | 19  | 35   | 16    |
| 4   | Boca Juniors               | 16    | 6  | 7   | 3   | 19  | 26   | 18    |
| 5   | Gimnasia y Esgrima Mendoza | 16    | 7  | 4   | 5   | 18  | 25   | 20    |
| 6   | CA Huracán                 | 16    | 3  | 6   | 7   | 12  | 16   | 22    |
| 7   | Central Norte Salta        | 16    | 5  | 2   | 9   | 12  | 16   | 28    |
| 8   | Mariano Moreno Junín       | 16    | 0  | 2   | 14  | 2   | 11   | 53    |

| Poz | Klub                           | Mecze | Zw | Rem | Por | Pkt | BrZd | BrStr |
| --- | ------------------------------ | ----- | -- | --- | --- | --- | ---- | ----- |
| 1   | Racing Córdoba                 | 16    | 8  | 5   | 3   | 21  | 30   | 20    |
| 2   | San Martín Tucumán             | 16    | 8  | 4   | 4   | 20  | 18   | 11    |
| 3   | CA Vélez Sarsfield             | 16    | 7  | 4   | 5   | 18  | 25   | 17    |
| 4   | Renato Cesarini Rosario        | 16    | 5  | 7   | 4   | 17  | 22   | 22    |
| 5   | CA Platense                    | 16    | 5  | 6   | 5   | 16  | 18   | 16    |
| 6   | Deportivo Roca General Roca    | 16    | 5  | 4   | 7   | 14  | 18   | 27    |
| 7   | Guaraní Antonio Franco Posadas | 16    | 4  | 4   | 8   | 12  | 17   | 25    |
| 8   | Racing Club de Avellaneda      | 16    | 2  | 8   | 6   | 12  | 16   | 25    |

### 1/4 finału
| Data         | Mecz |
| ------------ | --- |
| 23 maja 1982 | Independiente Rivadavia Mendoza – Ferro Carril Oeste 0:1 Miguel A. Juárez mecz rozegrany został na stadionie Estadio Malvinas Argentinas |
| 23 maja 1982 | Talleres Córdoba – Racing Córdoba 1:1 Miguel A. Oviedo - Atilio Oyola mecz rozegrany został na stadionie Estadio Córdoba |
| 23 maja 1982 | Estudiantes La Plata – San Martín Tucumán 3:1 Guillermo Trama, Hugo Gottardi, José L. Brown (k) - Eusebio J. Roldán (k) |
| 23 maja 1982 | Unión Santa Fe – CA Argentino de Quilmes 1:1 Carlos A. Mendoza (k) - Daniel Acevedo |
| 30 maja 1982 | Ferro Carril Oeste – Independiente Rivadavia Mendoza 0:0 Awans: Ferro Carril Oeste |
| 30 maja 1982 | Racing Córdoba – Talleres Córdoba 1:3 (dog) Pascual Noriega - Carlos Morete, Pedro A. González (2) w normalnym czasie mecz zakończył się wynikiem 1:1, konieczna więc była dogrywka mecz rozegrany został na stadionie Estadio Córdoba Awans: Talleres Córdoba |
| 30 maja 1982 | San Martín Tucumán – Estudiantes La Plata 2:2 Eusebio J. Roldán, Luis Ignacio - Hugo Gottardi (2) Awans: Estudiantes La Plata |
| 30 maja 1982 | CA Argentino de Quilmes – Unión Santa Fe 1:1 (dog), karne 5:4 Miguel A. Converti (syn) - Ramón Centurión karne: Horacio Milozzi (+), Oscar E. Gizzi (+), Miguel A. Converti (syn) (+), Daniel Acevedo (+), Víctor L. Martínez (obronił Rubén Ferrari) - Carlos A. Mendoza (+), Claudio Z. López (+), Marcos Capocetti (+), Carlos A. Mendoza (-), Claudio Z. López (-), Marcos Capocetti (-) Awans: CA Argentino de Quilmes |

### 1/2 finału
| Data            | Mecz |
| --------------- | --- |
| 6 czerwca 1982  | Ferro Carril Oeste – Talleres Córdoba 4:0 Adolfino Cañete, Héctor Cúper, Miguel A. Juárez (2) |
| 6 czerwca 1982  | CA Argentino de Quilmes – Estudiantes La Plata 2:0 Daniel Acevedo (2) |
| 13 czerwca 1982 | Talleres Córdoba – Ferro Carril Oeste 4:4 Carlos Morete (2), Juan J. López, José O. Reinaldi - Miguel A. Juárez (3), Rafael T. E. Pavón s mecz rozegrany został na stadionie Estadio Córdoba Awans: Ferro Carril Oeste |
| 13 czerwca 1982 | Estudiantes La Plata – CA Argentino de Quilmes 0:1 Horacio Milozzi (k) Awans: CA Argentino de Quilmes |

### Finał
| Data            | Mecz |
| --------------- | --- |
| 20 czerwca 1982 | CA Argentino de Quilmes – Ferro Carril Oeste 0:0 |
| 27 czerwca 1982 | Ferro Carril Oeste – CA Argentino de Quilmes 2:0 (1:0) Widzowie: 21 166 Sędzia: Teodoro Nitti Bramki: 1:0 M.A.Juárez 24, 2:0 J.D.Rocchia 53 Club Ferro Carril Oeste: Bacigalup – R.Gómez; H.Cúper, J.D.Rocchia, Garré – C.A.Arregui, G.Saccardi, A.Cańete – Crocco, A.Márcico, M.A.Juárez. Trener: Carlos Timoteo Griguol. Quilmes Atlético Club: H.Tocalli – Zárate, Milozzi, H.Díaz, O.Gizzi – Frediani (V.Martínez), Gáspari, O.Gissi (R.Ponce) – Lorea, Acevedo, Converti. Trener: Roberto Domingo Rogel. |

Mistrzem Argentyny turnieju Nacional w roku 1982 został klub Ferro Carril Oeste, natomiast wicemistrzem Argentyny turnieju Nacional został CA Argentino de Quilmes. Jako mistrz Argentyny turnieju Nacional klub Ferro Carril Oeste zapewnił sobie udział w Copa Libertadores 1983.

### Klasyfikacja strzelców bramek Nacional 1982
| Gole | Piłkarz           | Klub               |
| ---- | ----------------- | ------------------ |
| 22   | Miguel Juárez     | Ferro Carril Oeste |
| 17   | Carlos Morete     | Talleres Córdoba   |
| 13   | Carlos Bianchi    | CA Vélez Sarsfield |
| 12   | Roberto Gasparini | Racing Córdoba     |
| 11   | Sergio Robles     | Sarmiento Junín    |

## Campeonato Metropolitano 1982
Mistrzem Argentyny Metropolitano w sezonie 1982 został klub Estudiantes La Plata, natomiast wicemistrzem Argentyny Metropolitano – Independiente.
Bezpośrednio do drugiej ligi spadł ostatni w tabeli klub Sarmiento Junín. Kluby, które zajęły miejsca 17 (Unión Santa Fe) i 18 (CA Argentino de Quilmes) rozegrały ze sobą mecz barażowy, który wyłonił drugiego spadkowicza. Drugim klubem, który spadł do drugiej ligi okazał się klub CA Argentino de Quilmes. Na ich miejsce awansował z drugiej ligi Temperley Buenos Aires oraz powrócił po rocznej banicji San Lorenzo de Almagro Buenos Aires.

### Kolejka 1
| Data          | Mecz |
| ------------- | --- |
| 18 lipca 1982 | Rosario Central – Boca Juniors 1:1 Jorge Bianco - Héctor Scotta                                                                                          |
| 18 lipca 1982 | Racing Club de Avellaneda – Newell’s Old Boys 0:3 Víctor Ramos, Santiago Santamaría, Jorge Gabrich mecz rozegrany został na stadionie klubu Boca Juniors |
| 18 lipca 1982 | CA Argentino de Quilmes – Nueva Chicago Buenos Aires 2:1 Víctor L. Martínez, Miguel A. Filardo - Luis R. Barrientos                                      |
| 18 lipca 1982 | CA Huracán – Independiente 1:0 Rubén Carrá |
| 18 lipca 1982 | River Plate – Argentinos Juniors 2:1 José M. Vieta (2) - Guillermo Herrera                                                                               |
| 18 lipca 1982 | Unión Santa Fe – Instituto Córdoba 2:0 Eduardo Sánchez (2)                                                                                               |
| 18 lipca 1982 | Talleres Córdoba – Ferro Carril Oeste 1:1 Pedro González - Adolfino Cañete mecz rozegrany został na stadionie Estadio Córdoba                            |
| 18 lipca 1982 | Racing Córdoba – Estudiantes La Plata 0:1 Hugo Gottardi mecz rozegrany został na stadionie klubu Instituto Córdoba                                       |
| 18 lipca 1982 | CA Vélez Sarsfield – Sarmiento Junín 1:0 Jorge Comas |

### Kolejka 2
| Data          | Mecz |
| ------------- | --- |
| 25 lipca 1982 | Independiente – Rosario Central 2:1 Claudio Marangoni, Ricardo Giusti - Sergio A. Robles                                                       |
| 25 lipca 1982 | Boca Juniors – CA Platense 4:1 Ricardo Gareca (2), Miguel Brindisi (2) - Claudio Viscovich                                                     |
| 25 lipca 1982 | Nueva Chicago Buenos Aires – Unión Santa Fe 4:2 Mario Franceschini (2, 1k), Roque Erba, Luis R. Barrientos - Ramón Centurión, Marcos Capocetti |
| 25 lipca 1982 | Instituto Córdoba – CA Vélez Sarsfield 1:1 Omar Beccerica - Norberto Alonso                                                                    |
| 25 lipca 1982 | Ferro Carril Oeste – Racing Córdoba 3:1 Adolfino Cañete (3) - Luis Amuchástegui                                                                |
| 25 lipca 1982 | Sarmiento Junín – Talleres Córdoba 1:2 Claudio Otermín - Carlos Guerini, José O. Reinaldi                                                      |
| 25 lipca 1982 | Estudiantes La Plata – CA Huracán 1:0 Hugo Gottardi                                                                                            |
| 25 lipca 1982 | Argentinos Juniors – Racing Club de Avellaneda 0:0                                                                                             |
| 25 lipca 1982 | Newell’s Old Boys – CA Argentino de Quilmes 2:1 Santiago Santamaría (k), Víctor Ramos - Horacio Milozzi (k)                                    |

### Kolejka 3
| Data            | Mecz |
| --------------- | --- |
| 31 lipca 1982   | Racing Córdoba – Sarmiento Junín 1:0 Roberto Gasparini mecz rozegrany został na stadionie klubu Instituto Córdoba                                                 |
| 1 sierpnia 1982 | Unión Santa Fe – Newell’s Old Boys 1:1 Marcos Capocetti (k) - Gerardo Martino                                                                                     |
| 1 sierpnia 1982 | Talleres Córdoba – Instituto Córdoba 2:2 José O. Reinaldi, Raúl Otaola s - Rodolfo Rodríguez (k), Juan J. Meza mecz rozegrany został na stadionie Estadio Córdoba |
| 1 sierpnia 1982 | CA Argentino de Quilmes – Argentinos Juniors 0:3 Pedro Pasculli (2), Carlos Ereros                                                                                |
| 1 sierpnia 1982 | Rosario Central – Estudiantes La Plata 0:2 Hugo Gottardi, Marcelo Trobbiani                                                                                       |
| 1 sierpnia 1982 | CA Vélez Sarsfield – Nueva Chicago Buenos Aires 1:0 Carlos Bianchi                                                                                                |
| 1 sierpnia 1982 | Racing Club de Avellaneda – River Plate 0:1 José M. Vieta mecz rozegrany został na stadionie klubu Boca Juniors                                                   |
| 1 sierpnia 1982 | CA Huracán – Ferro Carril Oeste 0:0 |
| 1 sierpnia 1982 | CA Platense – Independiente 0:2 Carlos Morete, Ricardo Giusti |

### Kolejka 4
| Data            | Mecz |
| --------------- | --- |
| 8 sierpnia 1982 | Independiente – Boca Juniors 1:1 Carlos Morete - Jorge A. Vázquez                                                                         |
| 8 sierpnia 1982 | River Plate – CA Argentino de Quilmes 1:0 Antonio Alzamendi                                                                               |
| 8 sierpnia 1982 | Newell’s Old Boys – CA Vélez Sarsfield 0:0                                                                                                |
| 8 sierpnia 1982 | Argentinos Juniors – Unión Santa Fe 4:2 Pedro P. Pasculli (2, 1k), Eduardo Beaulieu, Mario Videla - Ramón Centurión, Marcos Capocetti (k) |
| 8 sierpnia 1982 | Estudiantes La Plata – CA Platense 1:0 Guillermo Trama                                                                                    |
| 8 sierpnia 1982 | Ferro Carril Oeste – Rosario Central 2:1 Miguel Juárez (k), Adolfino Cañete - Héctor Chazarreta                                           |
| 8 sierpnia 1982 | Nueva Chicago Buenos Aires – Talleres Córdoba 2:0 Claudio Larramendi, Luis R. Barrientos                                                  |
| 8 sierpnia 1982 | Sarmiento Junín – CA Huracán 0:2 Jorge J. Gutiérrez (2)                                                                                   |
| 8 sierpnia 1982 | Instituto Córdoba – Racing Córdoba 1:3 Rodolfo Rodríguez (k) - Juan J. Urruti, Miguel A. Ballejo (2)                                      |

### Kolejka 5
| Data             | Mecz |
| ---------------- | --- |
| 14 sierpnia 1982 | Boca Juniors – Estudiantes La Plata 1:0 Héctor Scotta |
| 14 sierpnia 1982 | CA Vélez Sarsfield – Argentinos Juniors 2:0 Carlos Bianchi, Eduardo Hernández |
| 14 sierpnia 1982 | Unión Santa Fe – River Plate 2:0 Carlos A. Mendoza, José L. Lanao |
| 14 sierpnia 1982 | Racing Córdoba – Nueva Chicago Buenos Aires 4:1 Juan J. Urruti (2), Miguel A. Ballejo, Ángel Feliú - Luis R. Barrientos mecz rozegrany został na stadionie klubu Instituto Córdoba |
| 14 sierpnia 1982 | Rosario Central – Sarmiento Junín 5:1 Adelqui Cornaglia, Gerardo González, Héctor Chazarreta (3) - Claudio Otermín                                                                 |
| 14 sierpnia 1982 | Talleres Córdoba – Newell’s Old Boys 1:1 Eduardo Barbero - Santiago Santamaría mecz rozegrany został na stadionie Estadio Córdoba                                                  |
| 14 sierpnia 1982 | CA Platense – Ferro Carril Oeste 0:2 Alberto Márcico, Héctor Cúper |
| 14 sierpnia 1982 | CA Argentino de Quilmes – Racing Club de Avellaneda 2:0 Jorge Gáspari, Víctor L. Martínez                                                                                          |
| 14 sierpnia 1982 | CA Huracán – Instituto Córdoba 0:0 |

### Kolejka 6
| Data             | Mecz |
| ---------------- | --- |
| 17 sierpnia 1982 | Racing Club de Avellaneda – Unión Santa Fe 1:1 Juan Sarulyte - Ramón Centurión mecz rozegrany został na stadionie klubu Boca Juniors |
| 17 sierpnia 1982 | Ferro Carril Oeste – Boca Juniors 3:0 Alfredo Garré, Miguel A. Juárez, Julio Jiménez                                                 |
| 17 sierpnia 1982 | River Plate – CA Vélez Sarsfield 2:3 José M. Vieta, Julio J. Olarticoechea - Norberto Alonso, Carlos Bianchi, Víctor Lucero          |
| 17 sierpnia 1982 | Newell’s Old Boys – Racing Córdoba 2:1 Jorge Gabrich, Víctor Ramos - Roberto Gasparini                                               |
| 17 sierpnia 1982 | Sarmiento Junín – CA Platense 1:1 Héctor Montes - Claudio Ginanni                                                                    |
| 17 sierpnia 1982 | Argentinos Juniors – Talleres Córdoba 1:3 José Alul - Carlos Guerini, Pedro González, Sergio Coleoni                                 |
| 17 sierpnia 1982 | Nueva Chicago Buenos Aires – CA Huracán 0:2 Rubén Carrá, Claudio García                                                              |
| 17 sierpnia 1982 | Instituto Córdoba – Rosario Central 1:1 Juan J. Meza - Adelqui Cornaglia                                                             |
| 17 sierpnia 1982 | Estudiantes La Plata – Independiente 0:0                                                                                             |

### Kolejka 7
| Data             | Mecz |
| ---------------- | --- |
| 21 sierpnia 1982 | Racing Córdoba – Argentinos Juniors 1:1 Osvaldo Coloccini - Pedro Pasculli mecz rozegrany został na stadionie klubu Instituto Córdoba |
| 22 sierpnia 1982 | Boca Juniors – Sarmiento Junín 4:1 Sergio Sánchez, Ricardo Gareca (2), Juan M. Sotelo - Oscar Más                                     |
| 22 sierpnia 1982 | Independiente – Ferro Carril Oeste 5:0 Carlos Morete (3), Jorge Burruchaga, Ricardo Giusti                                            |
| 22 sierpnia 1982 | Talleres Córdoba – River Plate 1:0 Miguel A. Oviedo mecz rozegrany został na stadionie Estadio Córdoba                                |
| 22 sierpnia 1982 | CA Vélez Sarsfield – Racing Club de Avellaneda 3:1 Carlos Bianchi, Rubén Bernardis s, Carlos Ischia - Gustavo Costas                  |
| 22 sierpnia 1982 | Rosario Central – Nueva Chicago Buenos Aires 3:0 Pedro Argota, Héctor Chazarreta, Daniel Kuchen                                       |
| 22 sierpnia 1982 | Unión Santa Fe – CA Argentino de Quilmes 3:1 Marcos Capocetti (k), Ricardo Logiácono, Néstor Cataldo - Néstor Frediani                |
| 22 sierpnia 1982 | CA Platense – Instituto Córdoba 0:1 Rodolfo Rodríguez (k)                                                                             |
| 22 sierpnia 1982 | CA Huracán – Newell’s Old Boys 2:0 Miguel A. Converti (syn), Néstor Di Luca                                                           |

### Kolejka 8
| Data             | Mecz |
| ---------------- | --- |
| 28 sierpnia 1982 | Instituto Córdoba – Boca Juniors 1:3 Nicolás Gómez de Armas - Ricardo Gareca, Jorge A. Vázquez (2)                                                         |
| 29 sierpnia 1982 | Sarmiento Junín – Independiente 2:2 Oscar Más (k), Gustavo De la Llera - Claudio Marangoni, Jorge Burruchaga                                               |
| 29 sierpnia 1982 | Argentinos Juniors – CA Huracán 1:1 Pedro P. Pasculli - Christian Angeletti                                                                                |
| 29 sierpnia 1982 | Racing Club de Avellaneda – Talleres Córdoba 0:4 Carlos Guerini, Juan J. López, José O. Reinaldi (2) mecz rozegrany został na stadionie klubu Boca Juniors |
| 29 sierpnia 1982 | River Plate – Racing Córdoba 1:2 Raúl de la Cruz Chaparro - Miguel A. Ballejo (2)                                                                          |
| 29 sierpnia 1982 | Nueva Chicago Buenos Aires – CA Platense 2:3 Carlos A. Acuña, Roque Erba - Mario Lucca s, José L. Petti, Claudio Viscovich                                 |
| 29 sierpnia 1982 | Rosario Central – Rosario Central 1:1 Edgardo Bauza - Víctor R. Ramos                                                                                      |
| 29 sierpnia 1982 | CA Argentino de Quilmes – CA Vélez Sarsfield 1:1 Horacio Milozzi (k) - Abel Moralejo                                                                       |
| 29 sierpnia 1982 | Ferro Carril Oeste – Estudiantes La Plata 0:0 |

### Kolejka 9
| Data            | Mecz |
| --------------- | --- |
| 4 września 1982 | Racing Córdoba – Racing Club de Avellaneda 4:0 Roberto Gasparini (k), Juan J. Urruti, Jorge E. Maldonado, Miguel A. Ballejo mecz rozegrany został na stadionie klubu Instituto Córdoba |
| 4 września 1982 | Talleres Córdoba – CA Argentino de Quilmes 3:1 José O. Reinaldi (2, 1k), Miguel A. Oviedo - César Lorea mecz rozegrany został na stadionie Estadio Córdoba                             |
| 5 września 1982 | Boca Juniors – Nueva Chicago Buenos Aires 3:1 Jorge Vázquez, Ricardo Gareca, Miguel Brindisi - Héctor Assán                                                                            |
| 5 września 1982 | Estudiantes La Plata – Sarmiento Junín 2:0 Guillermo Trama (2) |
| 5 września 1982 | Independiente – Instituto Córdoba 4:0 Ricardo Giusti, Carlos Morete, Enzo Trossero (k), Jorge Burruchaga                                                                               |
| 5 września 1982 | CA Platense – Newell’s Old Boys 1:3 Gabriel Viscovich - Santiago Santamaría, Raúl Vargas Ríos, Víctor R. Ramos                                                                         |
| 5 września 1982 | Rosario Central – Argentinos Juniors 1:0 Omar Palma |
| 5 września 1982 | CA Huracán – River Plate 0:0 |
| 5 września 1982 | CA Vélez Sarsfield – Unión Santa Fe 2:0 Pedro Larraquy, Carlos Bianchi |

### Kolejka 10
| Data            | Mecz |
| --------------- | --- |
| 8 września 1982 | Newell’s Old Boys – Boca Juniors 2:2 Fabián Basualdo, Sergio O. Almirón - Jorge Vázquez, Miguel Brindisi                                          |
| 8 września 1982 | CA Argentino de Quilmes – Racing Córdoba 1:1 Víctor L. Martínez - Ramón A. Benítez                                                                |
| 8 września 1982 | Nueva Chicago Buenos Aires – Independiente 1:1 Claudio Larramendi - Enzo Trossero (k) mecz rozegrany został na stadionie klubu CA Vélez Sarsfield |
| 8 września 1982 | River Plate – Rosario Central 1:2 Antonio Alzamendi - José R. Iglesias, Reinaldo Merlo s                                                          |
| 8 września 1982 | Racing Club de Avellaneda – CA Huracán 0:0 mecz rozegrany został na stadionie klubu Boca Juniors                                                  |
| 8 września 1982 | Sarmiento Junín – Ferro Carril Oeste 1:1 Claudio Otermín - Héctor Cúper                                                                           |
| 8 września 1982 | Instituto Córdoba – Estudiantes La Plata 1:1 Juan J. Meza (k) - Ángel Landucci                                                                    |
| 8 września 1982 | Unión Santa Fe – Talleres Córdoba 1:1 Ricardo Logiácono - Eduardo Barbero                                                                         |
| 8 września 1982 | Argentinos Juniors – CA Platense 1:1 Sergio D. Batista - Roberto C. Cabral                                                                        |

### Kolejka 11
| Data             | Mecz |
| ---------------- | --- |
| 11 września 1982 | Talleres Córdoba – CA Vélez Sarsfield 0:1 Carlos Ischia mecz rozegrany został na stadionie Estadio Córdoba                              |
| 11 września 1982 | Racing Córdoba – Unión Santa Fe 1:1 José L. Zuttión s - Marcos Capocetti (k) mecz rozegrany został na stadionie klubu Instituto Córdoba |
| 12 września 1982 | Rosario Central – Racing Club de Avellaneda 2:0 Edgardo Bauza (2, 1k)                                                                   |
| 13 września 1982 | Independiente – Newell’s Old Boys 2:1 Carlos Morete, Santiago Santamaría - Santiago Santamaría                                          |
| 13 września 1982 | Estudiantes La Plata – Nueva Chicago Buenos Aires 3:0 Marcelo Trobbiani, Rubén Galletti (2)                                             |
| 13 września 1982 | Boca Juniors – Argentinos Juniors 2:2 Carlos Córdoba (k), Oscar Ruggeri - Pedro P. Pasculli (2, 1k)                                     |
| 13 września 1982 | Ferro Carril Oeste – Instituto Córdoba 0:0                                                                                              |
| 13 września 1982 | CA Huracán – CA Argentino de Quilmes 2:0 Jorge J. Gutiérrez, Miguel A. Converti (syn)                                                   |
| 13 września 1982 | CA Platense – River Plate 1:1 Claudio Ginanni - Carlos D. Tapia mecz rozegrany został na stadionie klubu CA Vélez Sarsfield             |

### Kolejka 12
| Data             | Mecz |
| ---------------- | --- |
| 18 września 1982 | Instituto Córdoba – Sarmiento Junín 2:1 Oscar A. Palavecino, Víctor H. Heredia - Oscar Más                                                                        |
| 19 września 1982 | CA Vélez Sarsfield – Racing Córdoba 1:1 Carlos Ischia - Miguel A. Ballejo                                                                                         |
| 19 września 1982 | River Plate – Boca Juniors 1:1 Roberto Mouzo s - Ricardo Gareca                                                                                                   |
| 19 września 1982 | Newell’s Old Boys – Estudiantes La Plata 3:1 Jorge Gabrich (2), Víctor Ramos - Guillermo Trama                                                                    |
| 19 września 1982 | Argentinos Juniors – Independiente 0:2 Sergio Merlini, Carlos Morete mecz rozegrany został na stadionie klubu Atlanta Buenos Aires                                |
| 19 września 1982 | CA Argentino de Quilmes – Rosario Central 0:3 Alfredo P. Killer, Jorge Bianco, José R. Iglesias                                                                   |
| 19 września 1982 | Nueva Chicago Buenos Aires – Ferro Carril Oeste 0:2 Carlos Arregui, Héctor Cúper                                                                                  |
| 19 września 1982 | Unión Santa Fe – CA Huracán 2:1 Marcos Capocetti (k), Carlos A. Mendoza - Néstor Di Luca                                                                          |
| 19 września 1982 | Racing Club de Avellaneda – CA Platense 2:1 Luis A. Sánchez Sotelo s, Roberto Díaz - Maximiliano Cincunegui mecz rozegrany został na stadionie klubu Boca Juniors |

### Kolejka 13
| Data             | Mecz |
| ---------------- | --- |
| 29 września 1982 | Ferro Carril Oeste – Newell’s Old Boys 1:0 Víctor Marchesini                                                                        |
| 29 września 1982 | Racing Córdoba – Talleres Córdoba 1:1 Miguel A. Ballejo - Carlos Guerini mecz rozegrany został na stadionie klubu Instituto Córdoba |
| 29 września 1982 | Rosario Central – Unión Santa Fe 1:0 José R. Iglesias                                                                               |
| 29 września 1982 | Boca Juniors – Racing Club de Avellaneda 2:1 Jorge Vázquez, Miguel Brindisi (k) - Mario A. Rizzi                                    |
| 29 września 1982 | Estudiantes La Plata – Argentinos Juniors 2:1 Rubén Galletti, José L. Brown - Guillermo A. Herrera                                  |
| 29 września 1982 | CA Platense – CA Argentino de Quilmes 3:1 José L. Petti, Claudio Ginanni (2, 1k) - César Lorea                                      |
| 29 września 1982 | Sarmiento Junín – Nueva Chicago Buenos Aires 0:0                                                                                    |
| 29 września 1982 | Independiente – River Plate 1:0 Américo Gallego s                                                                                   |
| 29 września 1982 | CA Huracán – CA Vélez Sarsfield 3:0 Rubén Carrá, Carlos Babington (2)                                                               |

### Kolejka 14
| Data             | Mecz |
| ---------------- | --- |
| 25 września 1982 | Talleres Córdoba – CA Huracán 2:1 José O. Reinaldi, Juan J. López - Carlos Babington (k) mecz rozegrany został na stadionie Estadio Córdoba |
| 26 września 1982 | CA Vélez Sarsfield – Rosario Central 2:2 Carlos Bianchi, Jorge Comas - Eduardo E. Delgado, Omar Palma                                       |
| 26 września 1982 | Argentinos Juniors – Ferro Carril Oeste 2:2 Guillermo A. Herrera, Pedro P. Pasculli - Miguel A. Juárez, Gerónimo Saccardi                   |
| 26 września 1982 | Racing Club de Avellaneda – Independiente 0:2 Enzo Trossero (k), Carlos Morete mecz rozegrany został na stadionie klubu Boca Juniors        |
| 26 września 1982 | River Plate – Estudiantes La Plata 1:1 Daniel Costantino - Rubén Galletti                                                                   |
| 26 września 1982 | Nueva Chicago Buenos Aires – Instituto Córdoba 1:1 Carlos Aloi - Oscar Dertycia                                                             |
| 26 września 1982 | Newell’s Old Boys – Sarmiento Junín 1:1 Santiago Santamaría - Oscar Más                                                                     |
| 26 września 1982 | CA Argentino de Quilmes – Boca Juniors 1:1 Miguel A. Filardo - Mario N. Zanabria                                                            |
| 26 września 1982 | Unión Santa Fe – CA Platense 0:1 Osvaldo Scigliano                                                                                          |

### Kolejka 15
| Data                | Mecz |
| ------------------- | --- |
| 2 października 1982 | Instituto Córdoba – Newell’s Old Boys 1:0 Roberto Brunetto                                                          |
| 3 października 1982 | Boca Juniors – Unión Santa Fe 4:0 Ricardo Gareca (2), Mario N. Zanabria, Jorge Vázquez                              |
| 3 października 1982 | Ferro Carril Oeste – River Plate 0:2 Emilio N. Commisso, Raúl de la Cruz Chaparro                                   |
| 3 października 1982 | Independiente – CA Argentino de Quilmes 3:2 Jorge Burruchaga, Gabriel H. Calderón, Ricardo Giusti - César Lorea (2) |
| 3 października 1982 | CA Huracán – Racing Córdoba 2:2 Dante A. Sanabria, Néstor Di Luca - Pascual A. Noriega, Ramón A. Benítez            |
| 3 października 1982 | Sarmiento Junín – Argentinos Juniors 0:0                                                                            |
| 3 października 1982 | Estudiantes La Plata – Racing Club de Avellaneda 2:0 José D. Ponce, Alberto A. Monzón                               |
| 3 października 1982 | Rosario Central – Talleres Córdoba 2:2 Edgardo Bauza (2, 1k) - José D. Valencia, Oscar Cámara                       |
| 3 października 1982 | CA Platense – CA Vélez Sarsfield 0:1 Carlos Bianchi                                                                 |

### Kolejka 16
| Data                | Mecz |
| ------------------- | --- |
| 6 października 1982 | CA Vélez Sarsfield – Boca Juniors 0:0 |
| 6 października 1982 | CA Argentino de Quilmes – Estudiantes La Plata 0:0 |
| 6 października 1982 | Newell’s Old Boys – Nueva Chicago Buenos Aires 1:2 Víctor Ramos - Mario Franceschini (2)                                                                                      |
| 6 października 1982 | River Plate – Sarmiento Junín 2:1 Gustavo De la Llera s, Jorge Tévez - Oscar Más                                                                                              |
| 6 października 1982 | Racing Club de Avellaneda – Ferro Carril Oeste 1:0 Víctor Marchetti (k) mecz rozegrany został na stadionie klubu Boca Juniors                                                 |
| 6 października 1982 | Argentinos Juniors – Instituto Córdoba 3:3 José Alul, Pedro P. Pasculli, Gustavo Carrizo - Sergio González, Nicolás Gómez de Armas (2)                                        |
| 6 października 1982 | Unión Santa Fe – Independiente 0:0 |
| 6 października 1982 | Talleres Córdoba – CA Platense 4:2 Carlos Guerini, José O. Reinaldi, Ángel Hoyos, Sergio Coleoni - Claudio Ginanni (2, 1k) mecz rozegrany został na stadionie Estadio Córdoba |
| 6 października 1982 | Racing Córdoba – Rosario Central 3:0 Roberto Gasparini, Ramón A. Benítez, Luis Amuchástegui według RSSSF mecz rozegrany został na stadionie klubu Instituto Córdoba           |

### Kolejka 17
| Data                 | Mecz |
| -------------------- | --- |
| 10 października 1982 | CA Platense – Racing Córdoba 1:1 Gabriel Viscovich - Roberto Gasparini                                     |
| 10 października 1982 | Rosario Central – CA Huracán 1:2 Jorge Bianco - Néstor Di Luca (2)                                         |
| 10 października 1982 | Estudiantes La Plata – Unión Santa Fe 4:0 José D. Ponce, Guillermo Trama (2), Alejandro Sabella            |
| 10 października 1982 | Independiente – CA Vélez Sarsfield 1:0 Carlos A. Carrizo                                                   |
| 10 października 1982 | Nueva Chicago Buenos Aires – Argentinos Juniors 1:1 José G. Galván - Guillermo A. Herrera                  |
| 10 października 1982 | Ferro Carril Oeste – CA Argentino de Quilmes 1:2 Héctor Cúper (k) - Víctor L. Martínez, Daniel Acevedo (k) |
| 10 października 1982 | Instituto Córdoba – River Plate 1:1 Oscar A. Palavecino - Emilio N. Commisso                               |
| 10 października 1982 | Sarmiento Junín – Racing Club de Avellaneda 0:0                                                            |
| 10 października 1982 | Boca Juniors – Talleres Córdoba 2:1 Ricardo Gareca, Jorge A. Vázquez - Pedro González                      |

### Kolejka 18
| Data                 | Mecz |
| -------------------- | --- |
| 16 października 1982 | Talleres Córdoba – Independiente 3:1 Eduardo S. Torletti (2), Sergio Coleoni - Jorge Burruchaga mecz rozegrany został na stadionie Estadio Córdoba                                         |
| 17 października 1982 | Racing Córdoba – Boca Juniors 1:1 Roberto Gasparini (k) - Jorge A. Vázquez mecz rozegrany został na stadionie klubu Instituto Córdoba                                                      |
| 17 października 1982 | CA Huracán – CA Platense 3:1 Néstor Di Luca, Rubén Carrá, Claudio O. García - Maximiliano Cincunegui                                                                                       |
| 17 października 1982 | CA Vélez Sarsfield – Estudiantes La Plata 1:2 Norberto Alonso - Guillermo Trama, Marcelo Trobbiani                                                                                         |
| 17 października 1982 | Unión Santa Fe – Ferro Carril Oeste 1:0 Osvaldo S. Escudero |
| 17 października 1982 | CA Argentino de Quilmes – Sarmiento Junín 1:1 Miguel A. Filardo - Oscar Más |
| 17 października 1982 | Racing Club de Avellaneda – Instituto Córdoba 4:1 Víctor Marchetti, Roberto O. Díaz, Mario A. Rizzi, Gustavo Costas - Oscar Dertycia mecz rozegrany został na stadionie klubu Boca Juniors |
| 17 października 1982 | River Plate – Nueva Chicago Buenos Aires 3:1 Enrique Nieto, Antonio Alzamendi, Raúl de la Cruz Chaparro - Héctor Assán                                                                     |
| 17 października 1982 | Argentinos Juniors – Newell’s Old Boys 0:1 Jorge Gabrich |

### Kolejka 19
| Data                 | Mecz |
| -------------------- | --- |
| 23 października 1982 | Instituto Córdoba – CA Argentino de Quilmes 2:1 Luis Oropel, Oscar A. Palavecino - Horacio Milozzi (k)                                                  |
| 24 października 1982 | Boca Juniors – CA Huracán 0:0 |
| 24 października 1982 | Newell’s Old Boys – River Plate 2:0 Gerardo Martino, Jorge Gabrich                                                                                      |
| 24 października 1982 | Nueva Chicago Buenos Aires – Racing Club de Avellaneda 0:2 Víctor Marchetti, Mario A. Rizzi mecz rozegrany został na stadionie klubu CA Vélez Sarsfield |
| 24 października 1982 | Sarmiento Junín – Unión Santa Fe 1:1 Heriberto Correa (k) - José L. Lanao                                                                               |
| 24 października 1982 | Ferro Carril Oeste – CA Vélez Sarsfield 1:0 Alberto Márcico                                                                                             |
| 24 października 1982 | Estudiantes La Plata – Talleres Córdoba 0:0 |
| 24 października 1982 | Independiente – Racing Córdoba 2:2 Gabriel H. Calderón, Carlos Morete - Luis Amuchástegui, Osvaldo Coloccini                                            |
| 24 października 1982 | CA Platense – Rosario Central 2:0 Raúl Grimoldi, José L. Petti                                                                                          |

### Kolejka 20
| Data                 | Mecz |
| -------------------- | --- |
| 30 października 1982 | Instituto Córdoba – Unión Santa Fe 2:1 Juan J. Meza (2) - Ramón A. Centurión                                                          |
| 31 października 1982 | Estudiantes La Plata – Racing Córdoba 2:1 José L. Brown (2, 2k) - Luis Amuchástegui                                                   |
| 31 października 1982 | Independiente – CA Huracán 1:1 Jorge Burruchaga - Miguel A. Converti (syn)                                                            |
| 31 października 1982 | Ferro Carril Oeste – Talleres Córdoba 0:0                                                                                             |
| 31 października 1982 | Newell’s Old Boys – Racing Club de Avellaneda 5:1 Francisco Azzolini (2), Santiago Santamaría (2, 1k), Jorge Gabrich - Juan E. Solari |
| 31 października 1982 | Sarmiento Junín – CA Vélez Sarsfield 0:2 Carlos Ischia, Carlos Bianchi                                                                |
| 31 października 1982 | Argentinos Juniors – River Plate 3:1 Marcelo Firpo, César G. Carrizo, Pedro Pasculli - Antonio Alzamendi                              |
| 31 października 1982 | Nueva Chicago Buenos Aires – CA Argentino de Quilmes 0:0                                                                              |
| 31 października 1982 | Boca Juniors – Rosario Central 0:1 Héctor Chazarreta                                                                                  |

### Kolejka 21
| Data             | Mecz |
| ---------------- | --- |
| 3 listopada 1982 | CA Huracán – Estudiantes La Plata 1:3 Carlos A. Martínez - Guillermo Trama, Marcelo Trobbiani, José L. Brown (k)                                                |
| 3 listopada 1982 | CA Vélez Sarsfield – Instituto Córdoba 4:3 Omar Beccerica s, Norberto Alonso, Jorge Comas, Carlos Bianchi - Víctor Heredia, Oscar A. Palavecino, Omar Beccerica |
| 3 listopada 1982 | Rosario Central – Independiente 2:4 Hugo Villaverde, Alfredo P. Killer - Enzo Trossero (2), Carlos M. Morete, Jorge Burruchaga                                  |
| 3 listopada 1982 | Racing Club de Avellaneda – Argentinos Juniors 2:1 Mario A. Rizzi, Víctor Marchetti - Eduardo O. Rotondi mecz rozegrany został na stadionie klubu Boca Juniors  |
| 3 listopada 1982 | Racing Córdoba – Ferro Carril Oeste 1:2 Juan J. Urruti - Alberto Márcico, Gerónimo Saccardi mecz rozegrany został na stadionie klubu Instituto Córdoba          |
| 3 listopada 1982 | CA Argentino de Quilmes – Newell’s Old Boys 1:0 Víctor L. Martínez                                                                                              |
| 3 listopada 1982 | Talleres Córdoba – Sarmiento Junín 2:2 Ángel Hoyos, José O. Reinaldi - Claudio Otermín (2) mecz rozegrany został na stadionie Estadio Córdoba                   |
| 3 listopada 1982 | Unión Santa Fe – Nueva Chicago Buenos Aires 1:1 Eduardo R. Sánchez - Mario B. Lucca                                                                             |
| 3 listopada 1982 | CA Platense – Boca Juniors 2:2 Raúl Grimoldi (2) - Jorge A. Vázquez, Miguel Brindisi mecz rozegrany został na stadionie klubu River Plate                       |

### Kolejka 22
| Data             | Mecz |
| ---------------- | --- |
| 7 listopada 1982 | Independiente – CA Platense 1:0 Enzo Trossero                                                                             |
| 7 listopada 1982 | Estudiantes La Plata – Rosario Central 3:1 Marcelo Trobbiani, Guillermo Trama, José L. Brown (k) - Alfredo P. Killer      |
| 7 listopada 1982 | Ferro Carril Oeste – CA Huracán 1:3 Julio C. Jiménez - Claudio Morresi (2), Carlos Babington                              |
| 7 listopada 1982 | River Plate – Racing Club de Avellaneda 3:0 Carlos Randazzo, Antonio Alzamendi, Raúl de la Cruz Chaparro                  |
| 7 listopada 1982 | Argentinos Juniors – CA Argentino de Quilmes 3:0 Pedro Pasculli (2, 1k), Sergio Batista                                   |
| 7 listopada 1982 | Newell’s Old Boys – Unión Santa Fe 2:0 Sergio Almirón, Santiago Santamaría (k)                                            |
| 7 listopada 1982 | Nueva Chicago Buenos Aires – CA Vélez Sarsfield 3:2 Roque Erba, Héctor Assán, José G. Galván - Jorge Comas, Víctor Lucero |
| 7 listopada 1982 | Instituto Córdoba – Talleres Córdoba 2:0 Víctor Heredia, Hugo E. Tévez                                                    |
| 7 listopada 1982 | Sarmiento Junín – Racing Córdoba 1:3 Claudio Otermín - Luis Amuchástegui, Rubén A. Molina2                                |

### Kolejka 23
| Data              | Mecz |
| ----------------- | --- |
| 10 listopada 1982 | Boca Juniors – Independiente 1:0 Jorge A. Vázquez |
| 10 listopada 1982 | Unión Santa Fe – Argentinos Juniors 5:3 Ramón M. Centurión, José L. Lanao, Carlos A. Mendoza, Víctor Bottaniz, Luis Abdeneve - Marcelo Firpo, Sergio D. Batista, Silvano Espíndola |
| 10 listopada 1982 | Racing Córdoba – Instituto Córdoba 4:1 Osvaldo Coloccini, Pascual Noriega, Roberto Gasparini (2) - Osvaldo M. Márquez mecz rozegrany został na stadionie klubu Instituto Córdoba   |
| 10 listopada 1982 | CA Argentino de Quilmes – River Plate 3:2 César Lorea (2), Jorge Gáspari - Emilio N. Commisso, Raúl de la Cruz Chaparro                                                            |
| 10 listopada 1982 | CA Vélez Sarsfield – Newell’s Old Boys 2:2 Víctor H. Civarelli s, Carlos Bianchi - Víctor R. Ramos, Santiago Santamaría                                                            |
| 10 listopada 1982 | Talleres Córdoba – Nueva Chicago Buenos Aires 3:0 Juan J. López, Ángel Hoyos, Sergio Coleoni mecz rozegrany został na stadionie Estadio Córdoba                                    |
| 10 listopada 1982 | Rosario Central – Ferro Carril Oeste 0:0 |
| 10 listopada 1982 | CA Platense – Estudiantes La Plata 0:0 |
| 10 listopada 1982 | CA Huracán – Sarmiento Junín 2:1 Carlos Babington (2, 1k) - Sergio O. Luna |

### Kolejka 24
| Data              | Mecz |
| ----------------- | --- |
| 14 listopada 1982 | Estudiantes La Plata – Boca Juniors 1:2 Miguel A. Russo - Ariel Krasouski, Ricardo Gareca |
| 14 listopada 1982 | Ferro Carril Oeste – CA Platense 2:1 Héctor Cúper (k), Claudio Crocco - Roberto C. Cabral |
| 14 listopada 1982 | Sarmiento Junín – Rosario Central 1:1 Horacio Cordero - Pedro Argota |
| 14 listopada 1982 | Instituto Córdoba – CA Huracán 2:0 Juan J. Meza, Oscar A. Palavecino |
| 14 listopada 1982 | Nueva Chicago Buenos Aires – Racing Córdoba 2:0 Roque Erba, Mario Franceschini |
| 14 listopada 1982 | Newell’s Old Boys – Talleres Córdoba 5:1 Santiago Santamaría (2, 1k), Víctor R. Ramos (2), Gerardo D. Martino - Carlos Guerini (k)                                                             |
| 14 listopada 1982 | Argentinos Juniors – CA Vélez Sarsfield 2:0 Guillermo A. Herrera (2) |
| 14 listopada 1982 | River Plate – Unión Santa Fe 2:1 Emilio N. Commisso, Enzo Bulleri - Carlos A. Mendoza |
| 14 listopada 1982 | Racing Club de Avellaneda – CA Argentino de Quilmes 4:1 Víctor Marchetti (2, 1k), Roberto O. Díaz, Alberto A. Gizzi - Víctor L. Martínez mecz rozegrany został na stadionie klubu Boca Juniors |

### Kolejka 25
| Data              | Mecz |
| ----------------- | --- |
| 19 listopada 1982 | Rosario Central – Instituto Córdoba 4:0 Héctor Chazarreta (2), Edgardo Bauza (k), Omar Palma                                                                                  |
| 21 listopada 1982 | Boca Juniors – Ferro Carril Oeste 3:0 Ricardo Gareca, Ariel Krasouski (2, 1k)                                                                                                 |
| 21 listopada 1982 | Talleres Córdoba – Argentinos Juniors 3:5 Miguel A. Oviedo (2, 1k), Ángel Hoyos - Carlos Ereros (3), Silvano Espíndola (2) mecz rozegrany został na stadionie Estadio Córdoba |
| 21 listopada 1982 | CA Vélez Sarsfield – River Plate 3:1 Carlos Bianchi (3) - Enzo Bulleri |
| 21 listopada 1982 | Independiente – Estudiantes La Plata 1:1 Carlos M. Morete - Hugo Gottardi |
| 21 listopada 1982 | Unión Santa Fe – Racing Club de Avellaneda 1:1 José L. Zuttión - Mario A. Rizzi                                                                                               |
| 21 listopada 1982 | Racing Córdoba – Newell’s Old Boys 3:1 Roberto Gasparini (k), Juan J. Urruti (2) - Jorge Gabrich mecz rozegrany został na stadionie klubu Instituto Córdoba                   |
| 21 listopada 1982 | CA Huracán – Nueva Chicago Buenos Aires 1:1 Néstor Candedo - Mario Franceschini                                                                                               |
| 21 listopada 1982 | CA Platense – Sarmiento Junín 1:1 Claudio Ginanni - Daniel Cano |

### Kolejka 26
| Data              | Mecz |
| ----------------- | --- |
| 28 listopada 1982 | Sarmiento Junín – Boca Juniors 2:1 Daniel Lamolla, Daniel Cano - José O. Berta                                                                                   |
| 28 listopada 1982 | Ferro Carril Oeste – Independiente 0:0 |
| 28 listopada 1982 | River Plate – Talleres Córdoba 2:1 Emilio N. Commisso, Carlos D. Tapia - Juan J. López                                                                           |
| 28 listopada 1982 | Instituto Córdoba – CA Platense 2:0 Juan J. Meza (k), Nicolás Gómez de Armas                                                                                     |
| 28 listopada 1982 | Racing Club de Avellaneda – CA Vélez Sarsfield 2:1 Mario A. Rizzi, Víctor Marchetti (k) - Enrique Veloso s mecz rozegrany został na stadionie klubu Boca Juniors |
| 28 listopada 1982 | Argentinos Juniors – Racing Córdoba 2:2 Pedro Pasculli (k), Silvano Espíndola - Juan J. Urruti, Ramón A. Benítez                                                 |
| 28 listopada 1982 | Newell’s Old Boys – CA Huracán 2:0 Christian Angeletti s, Sergio Almirón                                                                                         |
| 28 listopada 1982 | Nueva Chicago Buenos Aires – Rosario Central 1:2 Daniel Bina - Carlos Lancellotti, Juan C. Ghielmetti                                                            |
| 28 listopada 1982 | CA Argentino de Quilmes – Unión Santa Fe 0:0 |

### Kolejka 27
| Data           | Mecz |
| -------------- | --- |
| 5 grudnia 1982 | CA Vélez Sarsfield – CA Argentino de Quilmes 1:0 Carlos Bianchi                                                        |
| 5 grudnia 1982 | Talleres Córdoba – Racing Club de Avellaneda 0:2 Mario A. Rizzi (2) mecz rozegrany został na stadionie Estadio Córdoba |
| 5 grudnia 1982 | Racing Córdoba – River Plate 1:0 Rubén A. Molina mecz rozegrany został na stadionie klubu Instituto Córdoba            |
| 5 grudnia 1982 | CA Huracán – Argentinos Juniors 1:0 Carlos A. Martínez                                                                 |
| 5 grudnia 1982 | Rosario Central – Newell’s Old Boys 1:1 Gerardo M. González - Santiago Santamaría                                      |
| 5 grudnia 1982 | CA Platense – Nueva Chicago Buenos Aires 2:1 Eduardo Anzarda (2) - Mario Franceschini                                  |
| 5 grudnia 1982 | Boca Juniors – Instituto Córdoba 0:1 Oscar Dertycia                                                                    |
| 5 grudnia 1982 | Independiente – Sarmiento Junín 0:0                                                                                    |
| 5 grudnia 1982 | Estudiantes La Plata – Ferro Carril Oeste 2:0 Hugo Gottardi, Rubén Galletti                                            |

### Kolejka 28
| Data           | Mecz |
| -------------- | --- |
| 8 grudnia 1982 | Newell’s Old Boys – CA Platense 4:0 Osvaldo Scigliano s, Víctor R. Ramos, Gustavo Dezotti, Jorge Gabrich                                                                            |
| 8 grudnia 1982 | Instituto Córdoba – Independiente 2:3 Oscar Dertycia, Roberto Brunetto - Enzo Trossero (2, 1k), Carlos Enrique                                                                      |
| 8 grudnia 1982 | Argentinos Juniors – Rosario Central 2:2 Orestes A. Quiroga, Adrián Domenech - Eduardo E. Delgado, Alfredo P. Killer                                                                |
| 8 grudnia 1982 | River Plate – CA Huracán 1:2 Enzo Bulleri - Claudio O. García, Miguel A. Converti (syn) (k)                                                                                         |
| 8 grudnia 1982 | Racing Club de Avellaneda – Racing Córdoba 2:0 Víctor Marchetti, Mario A. Rizzi mecz rozegrany został na stadionie klubu Boca Juniors                                               |
| 8 grudnia 1982 | Sarmiento Junín – Estudiantes La Plata 0:1 Hugo Gottardi |
| 8 grudnia 1982 | CA Argentino de Quilmes – Talleres Córdoba 1:0 Jorge A. Sanabria |
| 8 grudnia 1982 | Unión Santa Fe – CA Vélez Sarsfield 1:1 Osvaldo S. Escudero - Juan C. Bujedo |
| 8 grudnia 1982 | Nueva Chicago Buenos Aires – Boca Juniors 2:3 Ricardo Fusani, José G. Galván - Ricardo Gareca, Juan M. Sotelo, Oscar A. Ruggeri mecz rozegrany został na stadionie klubu CA Huracán |

### Kolejka 29
| Data            | Mecz |
| --------------- | --- |
| 12 grudnia 1982 | Boca Juniors – Newell’s Old Boys 0:0 |
| 12 grudnia 1982 | Talleres Córdoba – Unión Santa Fe 4:1 Carlos Guerini, José O. Reinaldi, Pedro González (2) - Ricardo Ruiz Moreno mecz rozegrany został na stadionie Estadio Córdoba     |
| 12 grudnia 1982 | CA Platense – Argentinos Juniors 1:2 Claudio Ginanni (k) - Guillermo A. Herrera, Pedro Pasculli                                                                         |
| 12 grudnia 1982 | Ferro Carril Oeste – Sarmiento Junín 2:1 Adolfino Cañete, Oscar A. Garré - Daniel Cano                                                                                  |
| 12 grudnia 1982 | Racing Córdoba – CA Argentino de Quilmes 4:1 Ramón A. Benítez, Roberto Gasparini (3, 1k) - Jorge A. Sanabria mecz rozegrany został na stadionie klubu Instituto Córdoba |
| 12 grudnia 1982 | Rosario Central – River Plate 0:1 Antonio Alzamendi |
| 12 grudnia 1982 | CA Huracán – Racing Club de Avellaneda 1:0 Christian Angeletti mecz przerwany w 85 minucie – wynik zachowano                                                            |
| 12 grudnia 1982 | Estudiantes La Plata – Instituto Córdoba 1:1 Marcelo Trobbiani - Oscar Dertycia                                                                                         |
| 12 grudnia 1982 | Independiente – Nueva Chicago Buenos Aires 1:1 Claudio Marangoni - Oscar Loyarte                                                                                        |

### Kolejka 30
| Data            | Mecz |
| --------------- | --- |
| 17 grudnia 1982 | Racing Club de Avellaneda – Rosario Central 1:1 Carlos Lancellotti s - Eduardo E. Delgado mecz rozegrany został na stadionie klubu Boca Juniors |
| 18 grudnia 1982 | Newell’s Old Boys – Independiente 1:1 Gustavo Dezotti - Jorge Burruchaga                                                                        |
| 19 grudnia 1982 | Instituto Córdoba – Ferro Carril Oeste 3:2 Oscar Dertycia (2), Juan J. Meza - Esteban F. González, Alberto Márcico                              |
| 19 grudnia 1982 | Nueva Chicago Buenos Aires – Estudiantes La Plata 0:0 mecz rozegrany został na stadionie klubu CA Huracán                                       |
| 19 grudnia 1982 | Argentinos Juniors – Boca Juniors 0:0 |
| 19 grudnia 1982 | River Plate – CA Platense 1:1 Raúl de la Cruz Chaparro - Roberto C. Cabral                                                                      |
| 19 grudnia 1982 | CA Argentino de Quilmes – CA Huracán 0:0 |
| 19 grudnia 1982 | Unión Santa Fe – Racing Córdoba 1:1 Luis Abdeneve - Luis Amuchástegui                                                                           |
| 19 grudnia 1982 | CA Vélez Sarsfield – Talleres Córdoba 2:1 Carlos Bianchi, Abel Moralejo - Carlos Guerini                                                        |

### Kolejka 31
| Data            | Mecz |
| --------------- | --- |
| 22 grudnia 1982 | Boca Juniors – River Plate 0:2 José M. Vieta, Daniel H. Messina                                                             |
| 22 grudnia 1982 | Independiente – Argentinos Juniors 6:1 Gabriel H. Calderón, Carlos M. Morete (4), Enzo Trossero (k) - Pedro P. Pasculli (k) |
| 22 grudnia 1982 | CA Platense – Racing Club de Avellaneda 2:0 Eduardo Anzarda (2)                                                             |
| 22 grudnia 1982 | Ferro Carril Oeste – Nueva Chicago Buenos Aires 1:0 Esteban F. González                                                     |
| 22 grudnia 1982 | Estudiantes La Plata – Newell’s Old Boys 1:1 Guillermo Trama - Víctor R. Ramos                                              |
| 22 grudnia 1982 | CA Huracán – Unión Santa Fe 1:0 Jorge L. Romero                                                                             |
| 22 grudnia 1982 | Racing Córdoba – CA Vélez Sarsfield 0:1 Víctor A. Lucero mecz rozegrany został na stadionie klubu Instituto Córdoba         |
| 22 grudnia 1982 | Rosario Central – CA Argentino de Quilmes 1:2 Alfredo P. Killer - Oscar E. Gizzi, Víctor L. Martínez                        |
| 22 grudnia 1982 | Sarmiento Junín – Instituto Córdoba 1:0 Sergio O. Luna                                                                      |

### Kolejka 32
| Data            | Mecz |
| --------------- | --- |
| 30 grudnia 1982 | Racing Club de Avellaneda – Boca Juniors 1:3 Alberto A. Gizzi - Jorge A. Vázquez, Juan M. Sotelo (2) mecz rozegrany został na stadionie klubu Boca Juniors       |
| 30 grudnia 1982 | River Plate – Independiente 1:1 Antonio Alzamendi - Enzo Trossero                                                                                                |
| 30 grudnia 1982 | CA Vélez Sarsfield – CA Huracán 2:0 Carlos Bianchi, Víctor A. Lucero                                                                                             |
| 30 grudnia 1982 | Talleres Córdoba – Racing Córdoba 1:4 Ángel Hoyos - Juan J. Urruti, Luis Amuchástegui (2), Roberto Gasparini mecz rozdegrany został na stadionie Estadio Córdoba |
| 30 grudnia 1982 | Newell’s Old Boys – Ferro Carril Oeste 1:1 Santiago Santamaría (k) - Esteban F. González                                                                         |
| 30 grudnia 1982 | Argentinos Juniors – Estudiantes La Plata 0:2 Guillermo Trama, Hugo Gottardi mecz rozegrany został na stadionie klubu Ferro Carril Oeste                         |
| 30 grudnia 1982 | CA Argentino de Quilmes – CA Platense 3:1 Osvaldo Scigliano s, Miguel A. Filardo, Víctor L. Martínez - Julio C. Gaona                                            |
| 30 grudnia 1982 | Unión Santa Fe – Rosario Central 3:3 Carlos A. Mendoza, Ramón M. Centurión (2) - Eduardo E. Delgado, Darío Campagna (2)                                          |
| 30 grudnia 1982 | Nueva Chicago Buenos Aires – Sarmiento Junín 0:0 mecz rozegrany został na stadionie klubu Argentinos Juniors                                                     |

### Kolejka 33
| Data            | Mecz |
| --------------- | --- |
| 5 stycznia 1983 | Boca Juniors – CA Argentino de Quilmes 1:0 Hugo C. Alves                                                                       |
| 5 stycznia 1983 | Estudiantes La Plata – River Plate 1:1 Hugo Gottardi - Jorge A. García (k)                                                     |
| 5 stycznia 1983 | Independiente – Racing Club de Avellaneda 3:1 Gabriel H. Calderón, Claudio Marangoni, Jorge Burruchaga - Juan E. Solari        |
| 5 stycznia 1983 | CA Huracán – Talleres Córdoba 2:3 Miguel A. Converti (syn), Jorge J. Gutiérrez - José O. Reinaldi (3)                          |
| 5 stycznia 1983 | Rosario Central – CA Vélez Sarsfield 2:1 Edgardo Bauza, Darío Campagna - Mario Vanemerak                                       |
| 5 stycznia 1983 | CA Platense – Unión Santa Fe 2:0 Osvaldo Scigliano, Julio C. Gaona                                                             |
| 5 stycznia 1983 | Ferro Carril Oeste – Argentinos Juniors 2:2 Guillermo A. Herrera s, Esteban F. González - Carlos A. Carrizo (k), Carlos Ereros |
| 5 stycznia 1983 | Instituto Córdoba – Nueva Chicago Buenos Aires 0:1 Roque Erba                                                                  |
| 5 stycznia 1983 | Sarmiento Junín – Newell’s Old Boys 0:1 Víctor R. Ramos                                                                        |

### Kolejka 34
| Data            | Mecz |
| --------------- | --- |
| 8 stycznia 1983 | Talleres Córdoba – Rosario Central 3:1 José O. Reinaldi (3, 1k) - Darío Campagna mecz rozegrany został na stadionie Estadio Córdoba                                 |
| 8 stycznia 1983 | CA Argentino de Quilmes – Independiente 0:1 Jorge Burruchaga |
| 8 stycznia 1983 | Newell’s Old Boys – Instituto Córdoba 5:0 Víctor R. Ramos (2), Roberto Brunetto s, Omar Beccerica s, Santiago Santamaría (k)                                        |
| 8 stycznia 1983 | Racing Club de Avellaneda – Estudiantes La Plata 1:3 Roberto O. Díaz (k) - Hugo Gottardi, Guillermo Trama (2) mecz rozegrany został na stadionie klubu Boca Juniors |
| 8 stycznia 1983 | Unión Santa Fe – Boca Juniors 0:2 José O. Berta, Ricardo Gareca |
| 8 stycznia 1983 | Racing Córdoba – CA Huracán 3:1 Roberto Gasparini (2, 2k), Rubén A. Molina - Néstor Di Luca mecz rozegrany został na stadionie klubu Instituto Córdoba              |
| 8 stycznia 1983 | River Plate – Ferro Carril Oeste 2:2 Raúl de la Cruz Chaparro, José M. Tapia - Héctor Cúper (k), Esteban F. González                                                |
| 8 stycznia 1983 | CA Vélez Sarsfield – CA Platense 0:0 |
| 8 stycznia 1983 | Argentinos Juniors – Sarmiento Junín 0:1 Aldo R. González |

### Kolejka 35
| Data             | Mecz |
| ---------------- | --- |
| 14 stycznia 1983 | Rosario Central – Racing Córdoba 3:1 Edgardo Bauza (2), José R. Iglesias - Rubén A. Molina                    |
| 15 stycznia 1983 | Sarmiento Junín – River Plate 3:1 Luciano Polo, Sergio O. Luna, Héctor E. Montes - Jorge A. García (k)        |
| 15 stycznia 1983 | Independiente – Unión Santa Fe 2:0 Jorge Burruchaga, Carlos Morete                                            |
| 15 stycznia 1983 | Ferro Carril Oeste – Racing Club de Avellaneda 1:1 Adolfino Cañete - Víctor Marchetti                         |
| 15 stycznia 1983 | Estudiantes La Plata – CA Argentino de Quilmes 1:0 Hugo Gottardi                                              |
| 15 stycznia 1983 | CA Platense – Talleres Córdoba 2:0 Eduardo Anzarda (2)                                                        |
| 15 stycznia 1983 | Instituto Córdoba – Argentinos Juniors 1:0 Osvaldo M. Márquez                                                 |
| 15 stycznia 1983 | Nueva Chicago Buenos Aires – Newell’s Old Boys 0:0 mecz rozegrany został na stadionie klubu Chacarita Juniors |
| 15 stycznia 1983 | Boca Juniors – CA Vélez Sarsfield 1:1 Marcelo Bachino - Pedro Larraquy                                        |

### Kolejka 36
| Data             | Mecz |
| ---------------- | --- |
| 22 stycznia 1983 | Talleres Córdoba – Boca Juniors 1:3 José O. Reinaldi - Walter Tamer (2), Ricardo Gareca mecz rozegrany został na stadionie Estadio Córdoba                                             |
| 22 stycznia 1983 | CA Vélez Sarsfield – Independiente 1:3 Jorge A. Comas - Jorge Burruchaga, Ricardo E. Bochini (2)                                                                                       |
| 22 stycznia 1983 | Racing Club de Avellaneda – Sarmiento Junín 5:3 Roberto O. Díaz (4, 1k), Víctor Marchetti - Sergio O. Luna, Aldo R. González (2) mecz rozegrany został na stadionie klubu Boca Juniors |
| 22 stycznia 1983 | Unión Santa Fe – Estudiantes La Plata 0:2 Julián Camino, Marcelo Trobbiani |
| 22 stycznia 1983 | Racing Córdoba – CA Platense 1:1 Ángel Feliú - Oscar P. López Turitich mecz rozegrany został na stadionie klubu Instituto Córdoba                                                      |
| 22 stycznia 1983 | CA Argentino de Quilmes – Ferro Carril Oeste 0:0 |
| 22 stycznia 1983 | River Plate – Instituto Córdoba 1:0 José M. Vieta |
| 22 stycznia 1983 | CA Huracán – Rosario Central 1:0 Marcelo J. González |
| 22 stycznia 1983 | Argentinos Juniors – Nueva Chicago Buenos Aires 0:0 mecz przerwany w 45 minucie – dokończony 25 stycznia 1983                                                                          |

### Kolejka 37
| Data             | Mecz |
| ---------------- | --- |
| 29 stycznia 1983 | Independiente – Talleres Córdoba 3:1 Carlos Morete (2), Ricardo Giusti - Carlos Guerini                                                     |
| 29 stycznia 1983 | Boca Juniors – Racing Córdoba 3:1 Jorge A. Vázquez, Miguel Brindisi, Ricardo Gareca - Rubén A. Molina                                       |
| 29 stycznia 1983 | Nueva Chicago Buenos Aires – River Plate 2:0 Claudio Larramendi, Carlos A. Acuña mecz rozegrany został na stadionie klubu Chacarita Juniors |
| 29 stycznia 1983 | CA Platense – CA Huracán 4:2 Eduardo Anzarda (2), Ricardo A. Roldán (2) - Miguel A. Converti (syn), Marcelo González                        |
| 29 stycznia 1983 | Newell’s Old Boys – Argentinos Juniors 3:2 Raúl Vargas Ríos, Santiago Santamaría, Víctor R. Ramos - Silvano Espíndola, Pedro Pasculli       |
| 29 stycznia 1983 | Ferro Carril Oeste – Unión Santa Fe 1:1 Oscar Garré - Héctor Cúper s                                                                        |
| 29 stycznia 1983 | Sarmiento Junín – CA Argentino de Quilmes 3:0 Aldo R. González (2), Víctor Mancinelli                                                       |
| 29 stycznia 1983 | Instituto Córdoba – Racing Club de Avellaneda 0:0                                                                                           |
| 29 stycznia 1983 | Estudiantes La Plata – CA Vélez Sarsfield 0:0 mecz przerwany został w 45 minucie – dokończony 11 lutego 1983                                |
| 11 lutego 1983   | Estudiantes La Plata – CA Vélez Sarsfield 1:0 José L. Brown dokończenie brakujących 45 minut z dnia 29 stycznia 1983                        |

### Kolejka 38
| Data           | Mecz |
| -------------- | --- |
| 4 lutego 1983  | River Plate – Newell’s Old Boys 2:2 José M. Vieta (2) - Juan Simón, Santiago Santamaría (k) |
| 4 lutego 1983  | Rosario Central – CA Platense 3:2 José R. Iglesias, Claudio A. Scalise, Pedro Argota - Eduardo Anzarda, Alberto Gómez |
| 5 lutego 1983  | CA Huracán – Boca Juniors 3:3 Osvaldo Cortés, Marcelo González, Jorge J. Gutiérrez - Walter Tamer (2), Ricardo Gareca |
| 5 lutego 1983  | Racing Club de Avellaneda – Nueva Chicago Buenos Aires 0:1 Pedro Hermosilla Flores mecz rozegrany został na stadionie klubu Boca Juniors |
| 5 lutego 1983  | CA Argentino de Quilmes – Instituto Córdoba 1:0 Jorge A. Sanabria |
| 5 lutego 1983  | Unión Santa Fe – Sarmiento Junín 1:0 Ramón M. Centurión |
| 14 lutego 1983 | CA Vélez Sarsfield – Ferro Carril Oeste 1:0 Omar Jorge |
| 14 lutego 1983 | Talleres Córdoba – Estudiantes La Plata 0:2 mecz rozegrany został na stadionie Estadio Córdoba Widzowie: 15 005 Sędzia: Romero Bramki: José L. Brown 8, Hugo Gottardi 24 Czerwone kartki: Lucco 52 Club Atlético Talleres de Córdoba: Baley (Comizzo) – Festa, Galván, M.A.Oviedo, Riquelme – Lucco, Bustos, Guerini (Taborda) – Ariel, R.Moreno, Reinaldi, Coleoni. Trener: Daniel A. Willington. Club Estudiantes de La Plata: Delménico; Camino, José L. Brown, Landucci, A.Herrera (Gugnali) – M.A.Russo, J.Ponce, Trobbiani – Trama, Sabella (Lemme), Hugo Gottardi. Trener: Carlos S. Bilardo. |
| 14 lutego 1983 | Racing Córdoba – Independiente 2:2 Luis Amuchástegui, Roberto Gasparini - Carlos Morete, Enzo Trossero (k) mecz rozegrany został na stadionie klubu Instituto Córdoba |

### Końcowa tabela Metropolitano 1982
| Poz | Klub                       | Mecze | Zw | Rem | Por | Pkt | BrZd | BrStr |
| --- | -------------------------- | ----- | -- | --- | --- | --- | ---- | ----- |
| 1   | Estudiantes La Plata       | 36    | 21 | 12  | 3   | 54  | 50   | 18    |
| 2   | Independiente              | 36    | 19 | 14  | 3   | 52  | 64   | 30    |
| 3   | Boca Juniors               | 36    | 17 | 14  | 5   | 48  | 60   | 36    |
| 4   | Newell’s Old Boys          | 36    | 15 | 14  | 7   | 44  | 60   | 34    |
| 5   | CA Vélez Sarsfield         | 36    | 16 | 10  | 10  | 42  | 45   | 37    |
| 6   | CA Huracán                 | 36    | 15 | 11  | 10  | 41  | 44   | 37    |
| 7   | Racing Córdoba             | 36    | 13 | 13  | 10  | 39  | 62   | 47    |
| 8   | Rosario Central            | 36    | 13 | 11  | 12  | 37  | 55   | 49    |
| 9   | Ferro Carril Oeste         | 36    | 11 | 15  | 10  | 37  | 36   | 39    |
| 10  | River Plate                | 36    | 12 | 10  | 14  | 34  | 43   | 46    |
| 11  | Talleres Córdoba           | 36    | 12 | 9   | 15  | 33  | 55   | 59    |
| 12  | Instituto Córdoba          | 36    | 11 | 11  | 14  | 33  | 39   | 56    |
| 13  | Argentinos Juniors         | 36    | 7  | 14  | 15  | 28  | 49   | 58    |
| 14  | CA Platense                | 36    | 9  | 10  | 17  | 28  | 41   | 55    |
| 15  | Nueva Chicago Buenos Aires | 36    | 8  | 12  | 16  | 28  | 33   | 50    |
| 16  | Racing Club de Avellaneda  | 36    | 10 | 8   | 18  | 28  | 36   | 58    |
| 17  | Unión Santa Fe             | 36    | 7  | 13  | 16  | 27  | 36   | 57    |
| 18  | CA Argentino de Quilmes    | 36    | 9  | 9   | 18  | 27  | 30   | 53    |
| 19  | Sarmiento Junín            | 36    | 5  | 14  | 17  | 24  | 32   | 51    |

| Baraż o utrzymanie się w pierwszej lidze                                                                                   |
| --- |
| Unión Santa Fe – CA Argentino de Quilmes 1:0 Marcos Capocetti (k) mecz rozegrany został na stadionie klubu Sarmiento Junín |

Mistrz Campeonato Metropolitano 1982 Estudiantes La Plata zapewnił sobie udział w Copa Libertadores 1983. Z ligi spadły Sarmiento Junín i CA Argentino de Quilmes.

### Klasyfikacja strzelców bramek Metropolitano 1982
| Gole | Piłkarz             | Klub               |
| ---- | ------------------- | ------------------ |
| 20   | Carlos Morete       | Independiente      |
| 17   | Ricardo Gareca      | Boca Juniors       |
| 17   | Pedro Pasculli      | Argentinos Juniors |
| 17   | José Reinaldi       | Talleres Córdoba   |
| 17   | Santiago Santamaría | Newell’s Old Boys  |